# 中国南方航空
中国南方航空（ちゅうごくなんぽうこうくう、簡体字: 中国南方航空、英語: China Southern Airlines, SEHK: 1055、SSE: 600029、NYSE: ZNH）は、中国の航空会社。中国およびアジア地域で最大規模の航空会社である。赤いロゴマークは、東南アジアに植生するカポックの木をモチーフにしている。2019年12月31日付で航空連合「スカイチーム」を脱退、以降は日本航空（JAL）やアメリカン航空などの「ワンワールド」に加盟する可能性が浮上している。

## 概要
1991年に、旧・中国民用航空総局 (CAAC)の広州管理局を引き継いで広州を拠点に設立。中華人民共和国における国際線及び主要国内線を運航し、旧民航系航空会社の中でも最大規模で、旅客数・便数・飛行時間・売上高・定期便旅客キロ数等でフラッグキャリアの中国国際航空を上回り、中国およびアジア最大を誇っている。
2007年11月15日にスカイチームに加盟したが、2019年12月31日をもって脱退した。この脱退はカタール航空が手引きしていた可能性が高いとする意見もある。
2017年にアメリカン航空から、2019年にカタール航空からとワンワールド加盟会社である2社からそれぞれ5%出資受け入れ、2019年6月1日からフィンエアーとのコードシェア開始、さらに2020年1月2日からブリティッシュ・エアウェイズとの共同事業開始、ワンワールド各社との提携強化を深めていたが、2022年11月にワンワールドへの加盟に向けた同アライアンスと協議中の報道があった。
その一方、脱退後もスカイチーム加盟会社の多くとは個別に提携を継続している。
中国南方航空グループ傘下に、廈門航空、汕頭航空、広西航空、珠海航空などがある。

## 来歴

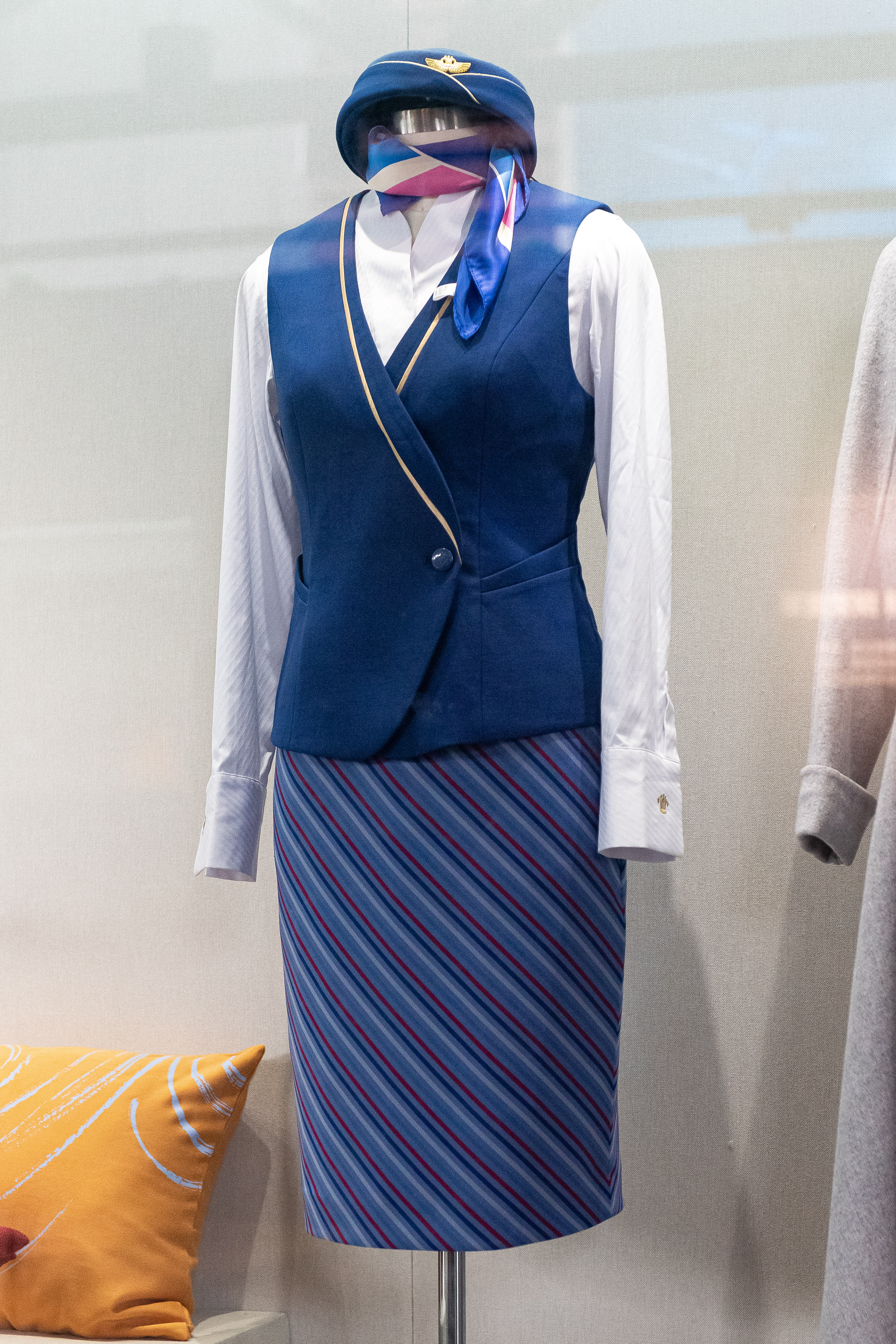
客室乗務員制服（2006年以降）

- 1991年：1988年に分割解体された旧・中国民用航空総局 (CAAC)の広州管理局を引き継いで設立される。
- 2002年10月：旧民航系の航空会社の集約政策により、中国北方航空、新疆航空を併合する。
- 2004年8月：航空連合「スカイチーム」に加盟することを発表。
- 2005年1月：エアバスA380型機を5機発注、北京支社に配属。
- 2007年11月15日：航空連合「スカイチーム」に加盟[8]。
- 2011年10月18日：エアバスA380型機が中国の航空会社として初めて運航（北京/首都-広州線）。世界で初めて国内線でエアバスA380型機を運用。
- 2016年
  - 1月6日：国際的領有権係争のある南シナ海スプラトリー諸島向け海口国際空港よりA319を海南航空機とともに運航し、約2時間飛行後ファイアリー・クロス礁の飛行場へ着陸し、試験飛行を行った[9]。
  - 7月13日：前日に裁定された国際仲裁法廷のオランダ・ハーグにある常設仲裁裁判所の判断に反発し、中国政府に徴用されたA319を海口国際空港より南シナ海スプラトリー諸島向けに運航。約2時間飛行後、ミスチーフ礁の飛行場へ着陸し、試験飛行をCCTVが中継して、民間利用による領有権を主張した[10]。
- 2017年3月28日：アメリカン航空との戦略的提携に合意したと発表[11]。提携にあたり、アメリカン航空が中国南方航空に2億ドル（日本円で約222億円）出資。提携は2017年後半から、コードシェア提携とインターライン契約を開始し、中国、または北米や南米のネットワークを相互の顧客に提供する。コードシェアを実施する路線ではマイレージの獲得やスルーバゲージなどのサービスを提供することになる見込み。
- 2018年
  - 11月15日：100%子会社の「中国南方航空雄安航空」を設立[5]。北京大興国際空港を拠点にエアバスA320を用いて国内線を運航予定。2レターコードは親会社と同じCZを使用予定。
  - 12月31日：スカイチームを脱退することを発表。移行期間として正式脱退への準備を進める[5][8][12]。
- 2019年
  - 1月2日：カタール航空が中国南方航空の株を5%取得[6]。
  - 6月1日：フィンエアーとのコードシェアを開始。
  - 12月31日：スカイチームを正式に脱退。2018年12月31日にスカイチームを脱退したものの、同社やスカイチーム加盟航空会社のマイレージプログラムの会員は、マイル積算や特典航空券、上級会員向けサービスの利用が相互に可能な状態が続いていたが、これら各種特典もサービスを終了。脱退後もスカイチーム加盟会社の多くとは個別に提携を継続する一方で、ワンワールド加盟会社等とも提携を拡大する[12][13][14]。
- 2020年1月2日：ブリティッシュ・エアウェイズとの共同事業を開始。両社の中英路線及び8つの国内線においてコードシェアを実施[15]。

## 日本との関係

### 運航便
| 便名        | 路線      | 路線        | 機材                                    | ※コードシェア |
| ----------- | --------- | ----------- | --------------------------------------- | ------------- |
| CZ385/386   | 広州      | 東京/羽田   | - ボーイング787-9 - ボーイング777-300ER | JL            |
| CZ3085/3086 | 広州      | 東京/羽田   | エアバスA321neo                         | JL            |
| CZ8101/8102 | 広州      | 東京/成田   | エアバスA321neo                         |               |
| CZ389/390   | 広州      | 大阪/関西   | ボーイング777-300ER                     | JL            |
| CZ393/394   | 広州      | 大阪/関西   | エアバスA321neo                         |               |
| CZ6055/6056 | 広州      | 名古屋/中部 | エアバスA320neo                         |               |
| CZ647/648   | 北京/大興 | 東京/羽田   | エアバスA330-300                        | JL            |
| CZ8029/8030 | 北京/大興 | 大阪/関西   | エアバスA330-300                        | JL            |
| CZ8383/8384 | 鄭州      | 東京/成田   | ボーイング737-800                       |               |
| CZ623/624   | 長春      | 東京/成田   | - エアバスA320 - エアバスA321           |               |
| CZ629/630   | 大連      | 東京/成田   | エアバスA321                            | JL            |
| CZ5081/5082 | 大連      | 東京/成田   | エアバスA321                            |               |
| CZ641/642   | 大連      | 大阪/関西   | エアバスA320neo                         | JL            |
| CZ619/620   | 大連      | 名古屋/中部 | エアバスA320、エアバスA319neo           |               |
| CZ613/614   | 大連      | 富山        | エアバスA320                            |               |
| CZ5069/6022 | 長沙      | 東京/成田   | エアバスA320neo                         |               |
| CZ8127/8128 | 深圳      | 東京/成田   | - エアバスA320neo - エアバスA321neo     |               |
| CZ8425/8426 | 深圳      | 大阪/関西   | エアバスA321neo                         |               |
| CZ8309/8310 | 上海/浦東 | 東京/成田   | エアバスA321                            |               |
| CZ8105/8106 | 上海/浦東 | 大阪/関西   | エアバスA321                            |               |
| CZ8389/8390 | 上海/浦東 | 大阪/関西   | エアバスA321                            |               |
| CZ8103/8104 | 上海/浦東 | 名古屋/中部 | エアバスA321                            |               |
| CZ627/628   | 瀋陽      | 東京/成田   | エアバスA321                            | JL            |
| CZ611/612   | 瀋陽      | 大阪/関西   | エアバスA321                            |               |
| CZ697/698   | 瀋陽      | 名古屋/中部 | エアバスA320neo                         |               |
| CZ8363/8364 | 武漢      | 東京/成田   | ボーイング737-800                       |               |
| CZ6085/6086 | ハルビン  | 東京/成田   | エアバスA320                            |               |
| CZ631/632   | ハルビン  | 大阪/関西   | エアバスA320                            |               |
| CZ615/616   | ハルビン  | 新潟        | エアバスA320                            |               |

### 日本との歴史
- 日本には1995年9月より乗り入れを開始し、日本エアシステム（JAS）とコードシェアを開始した。
- 2003年3月30日より日本航空（JAL）とのコードシェアに変更となった[16]。
- 2023年4月2日より、成田-ハルビン線、関西-瀋陽線の運航を再開[17]。
- 2023年4月9日より、関西-北京/大興線を開設。
- 2023年5月20日から、名古屋-大連線を3年3か月ぶりに再開。
- 2024年1月15日から、新潟-ハルビン線の運航を再開。
- 2024年3月31日より、成田-広州線の運航を再開。
- 2024年6月26日より、富山-大連線の運航を再開。
- 2024年9月より、成田-鄭州・武漢線の運航を再開。
- 2024年12月20日から、中部-上海/浦東線の運航を再開[18]。
- 2025年1月10日より、成田-長沙線の運航を再開[19]。
- 2025年2月11日より、成田-深圳線の運航を再開[20]。
- 2025年3月30日から、関西-深圳線の運航を再開[21]。

## 保有機材

### 現在の保有機材

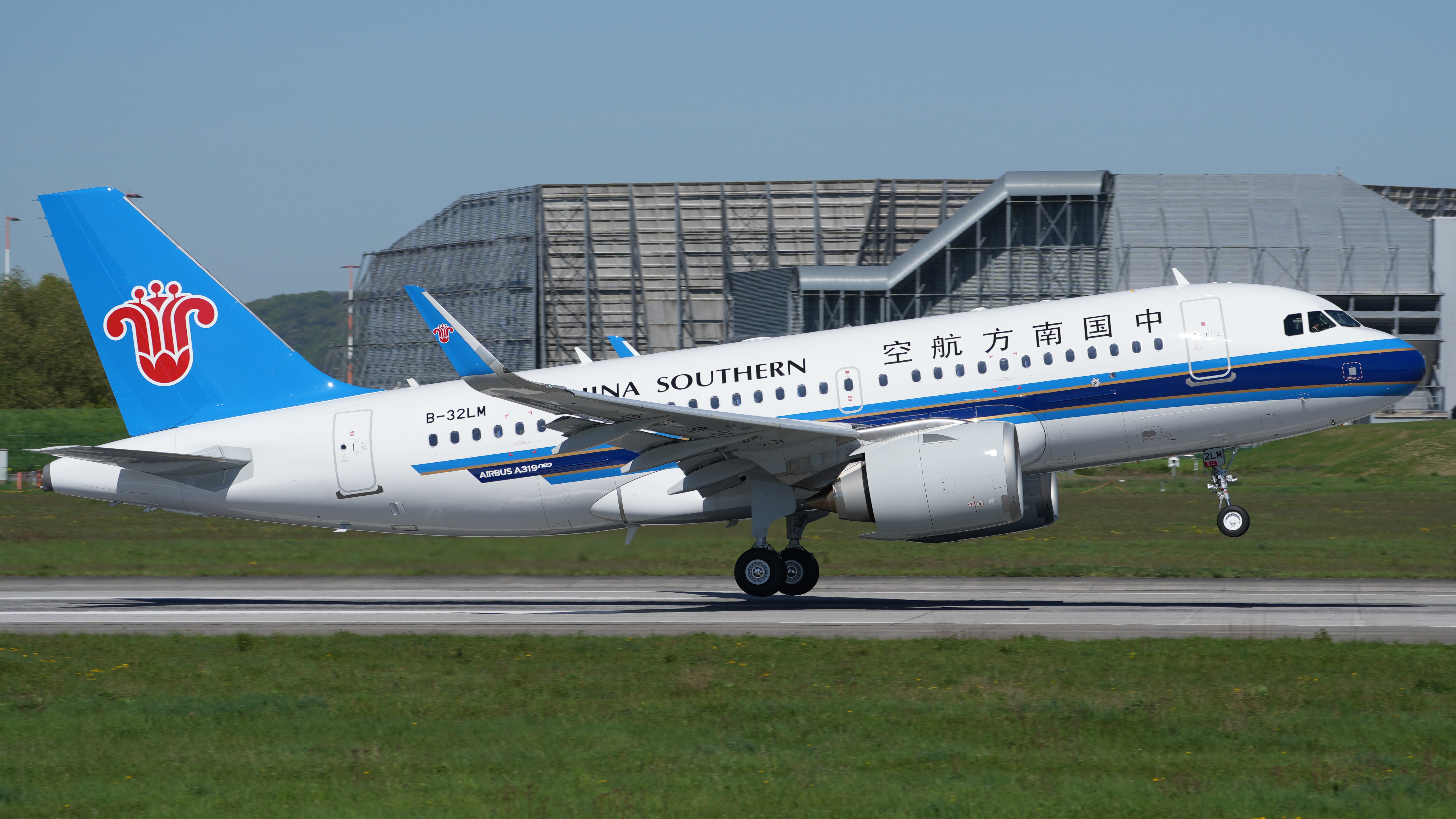
エアバスA319neo
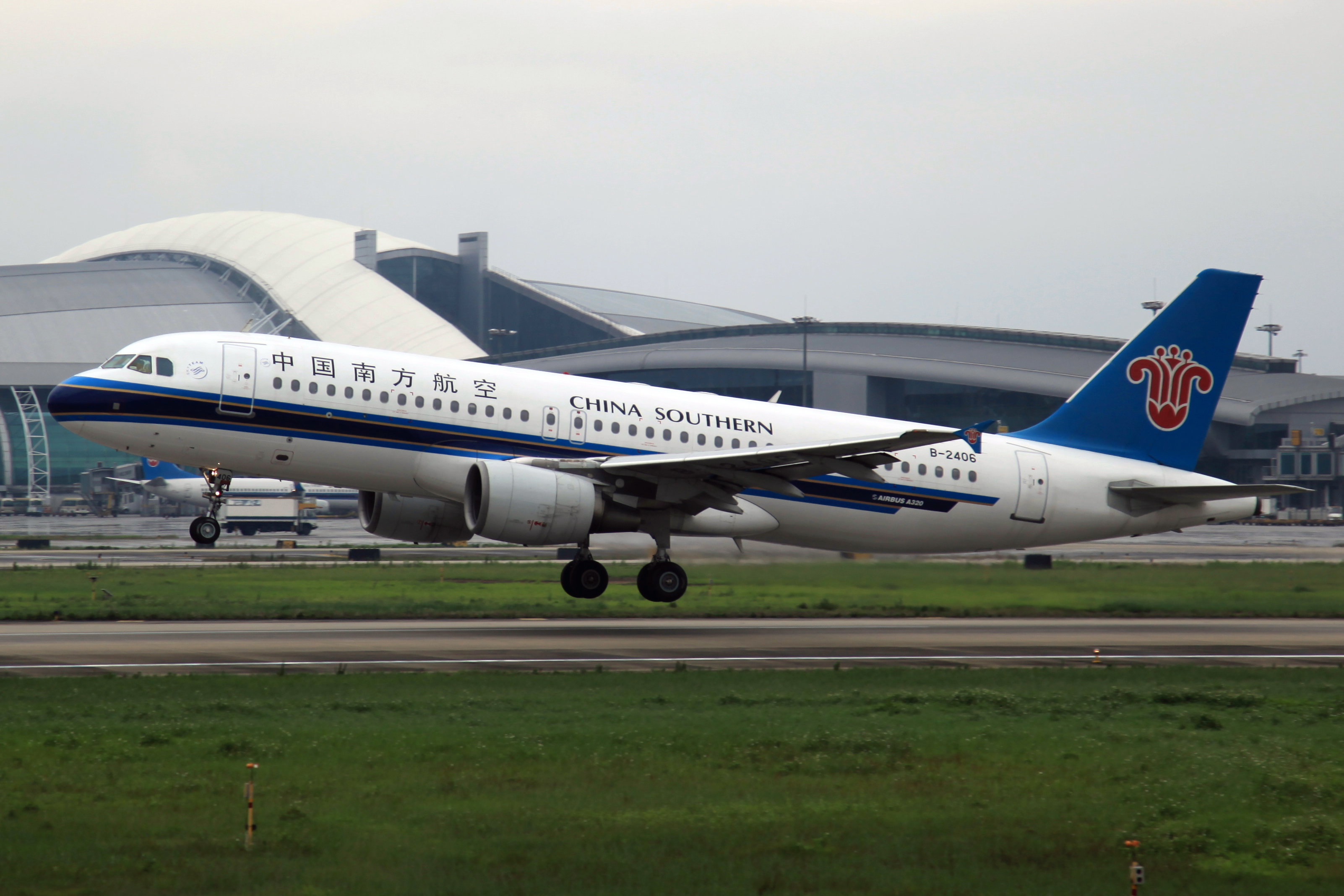
エアバスA320-200
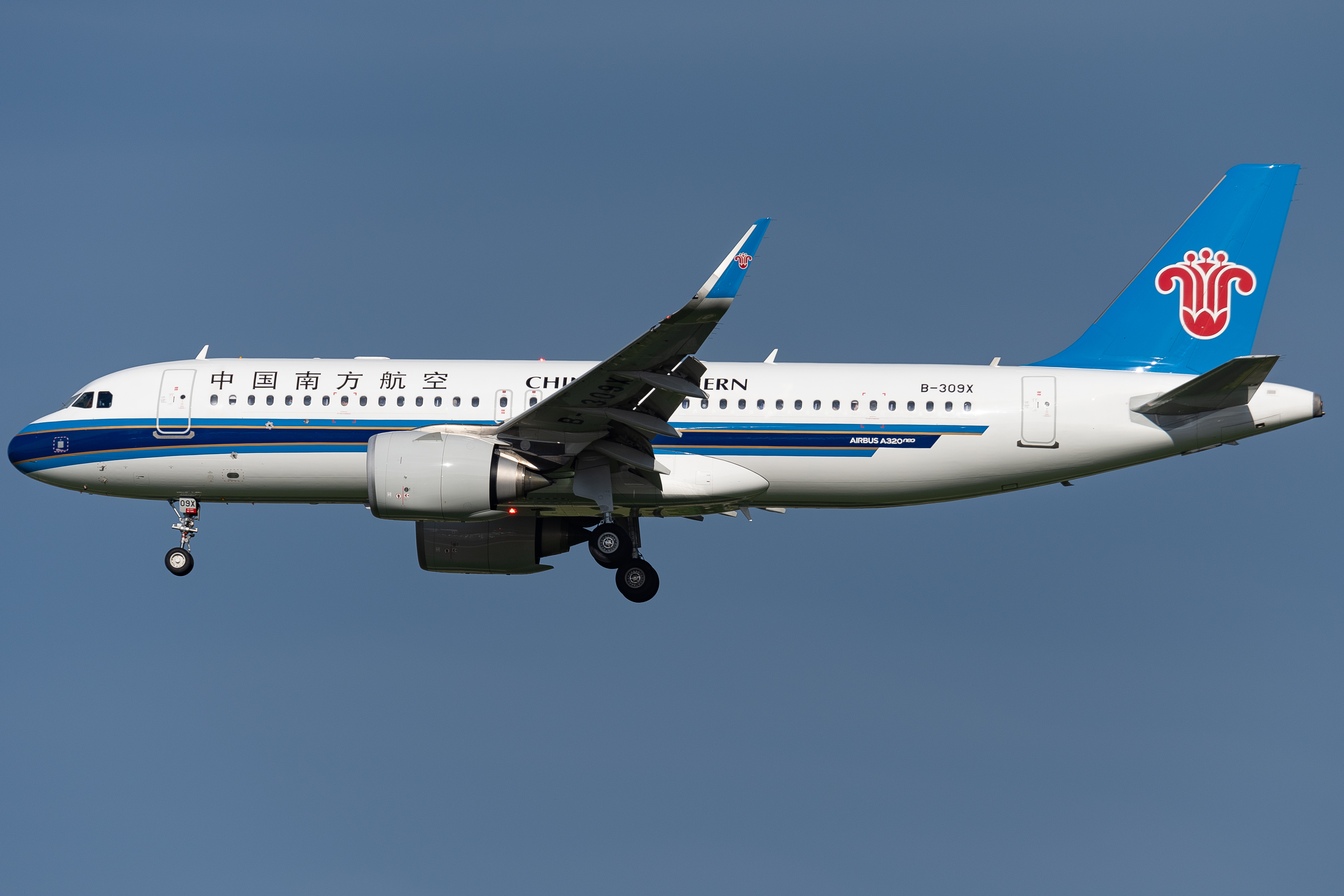
エアバスA320neo
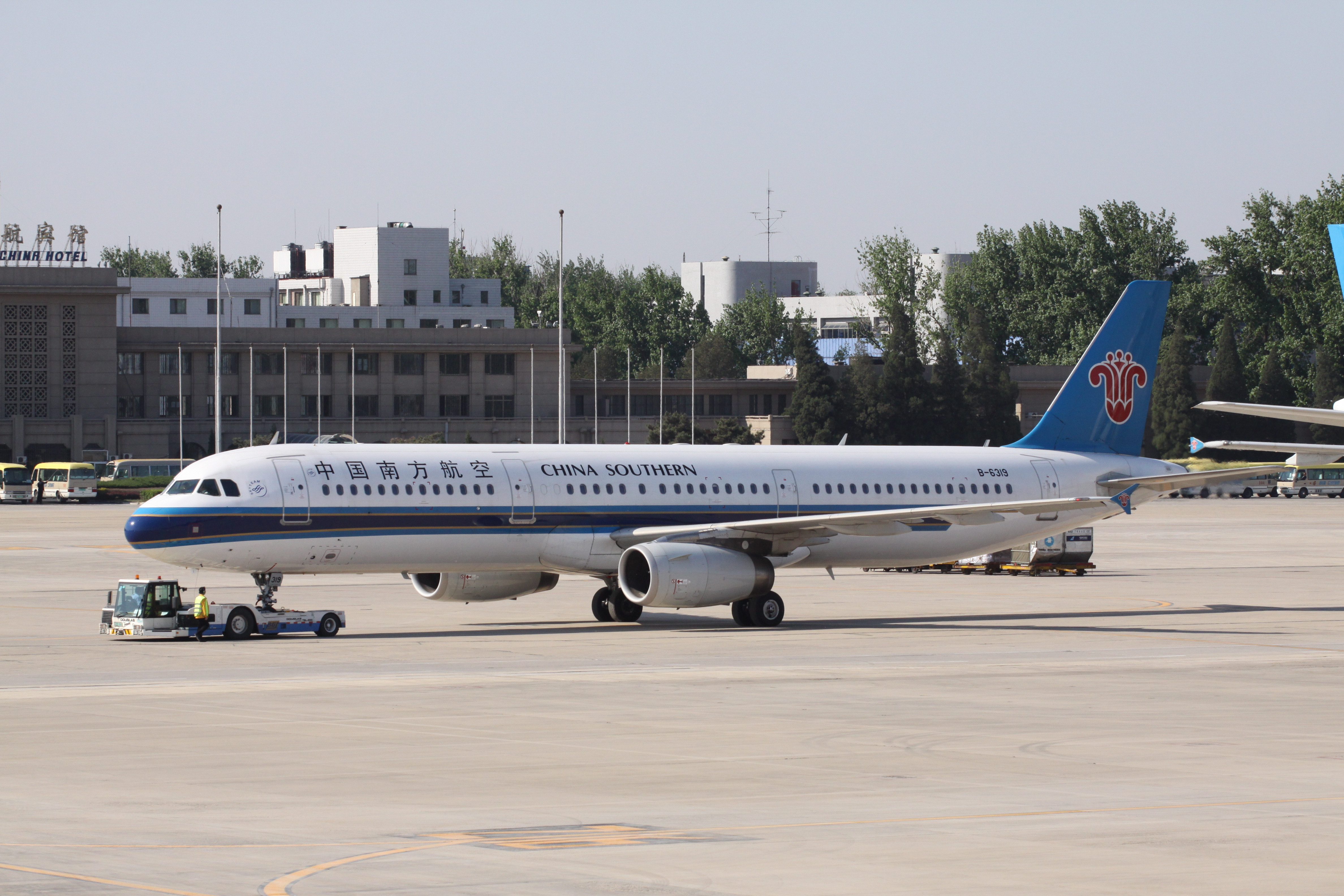
エアバスA321-200
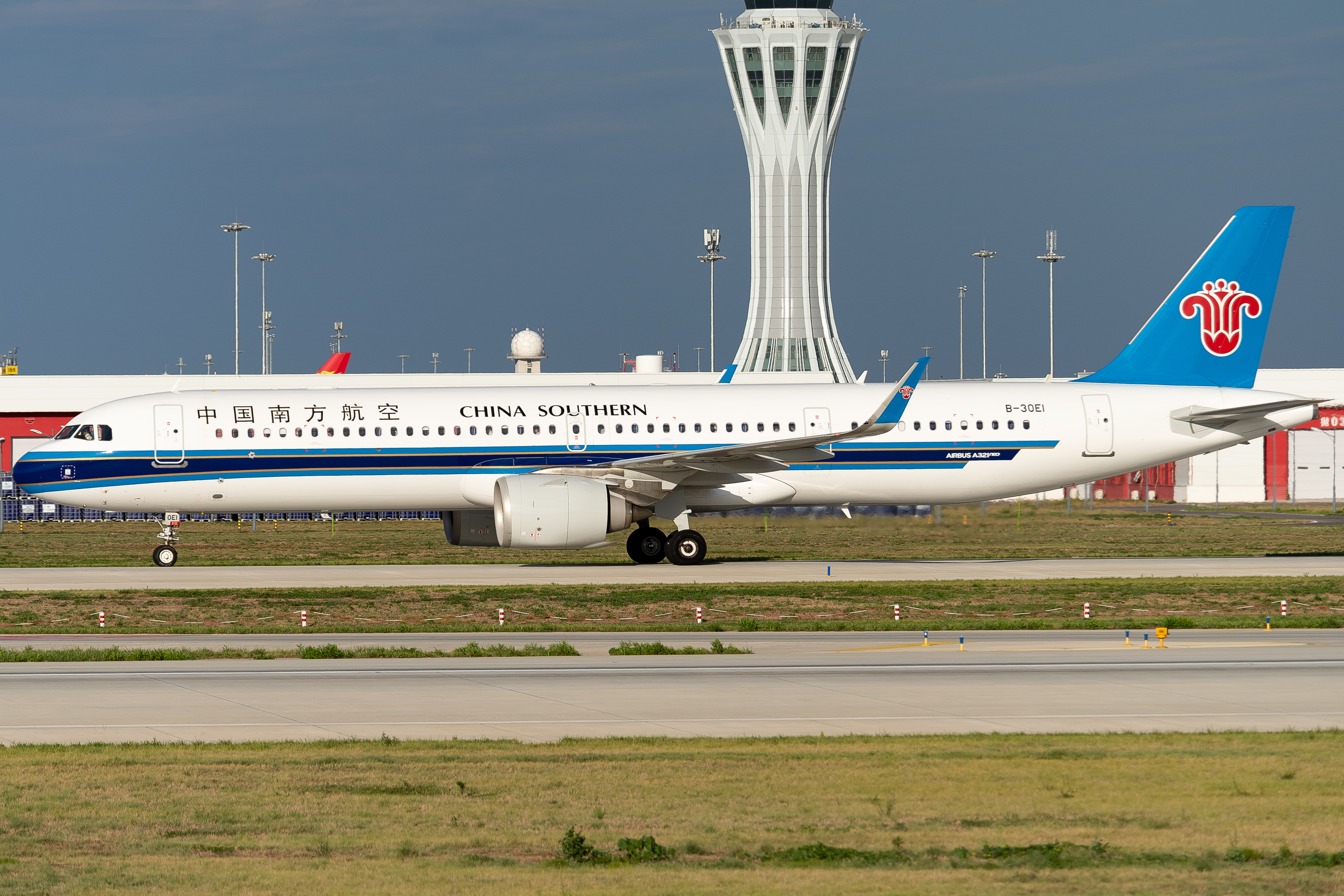
エアバスA321neo
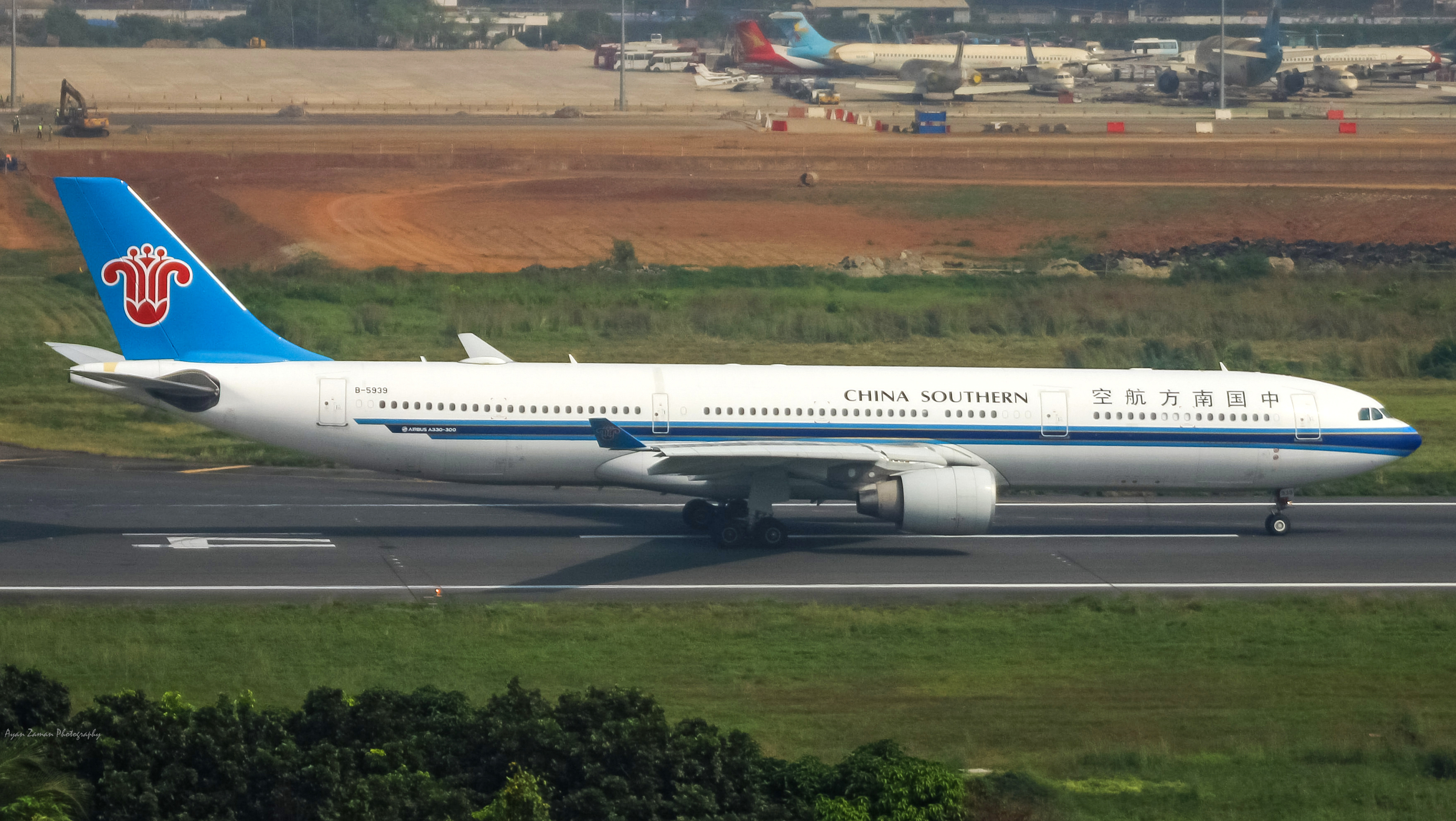
エアバスA330-300
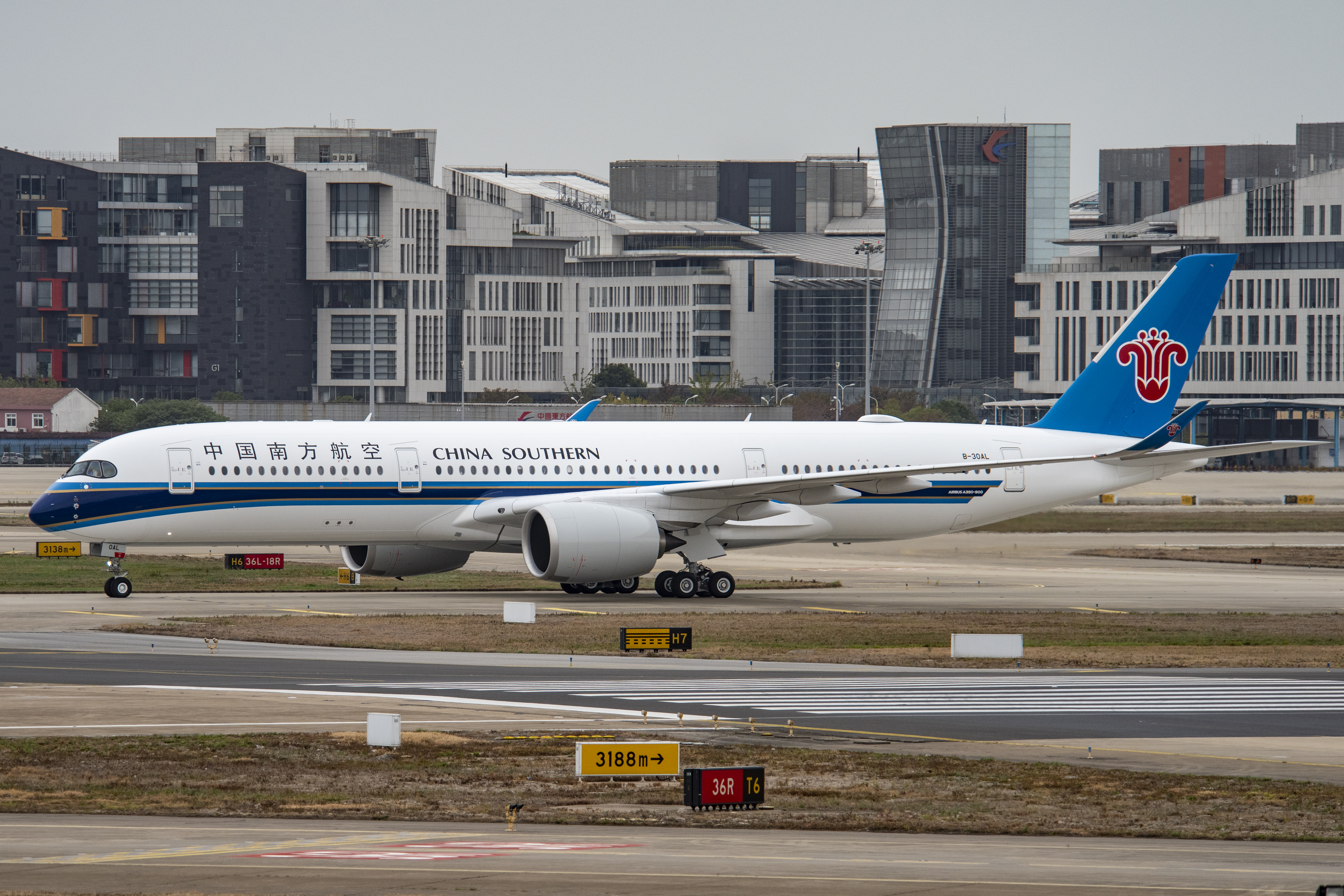
エアバスA350-900
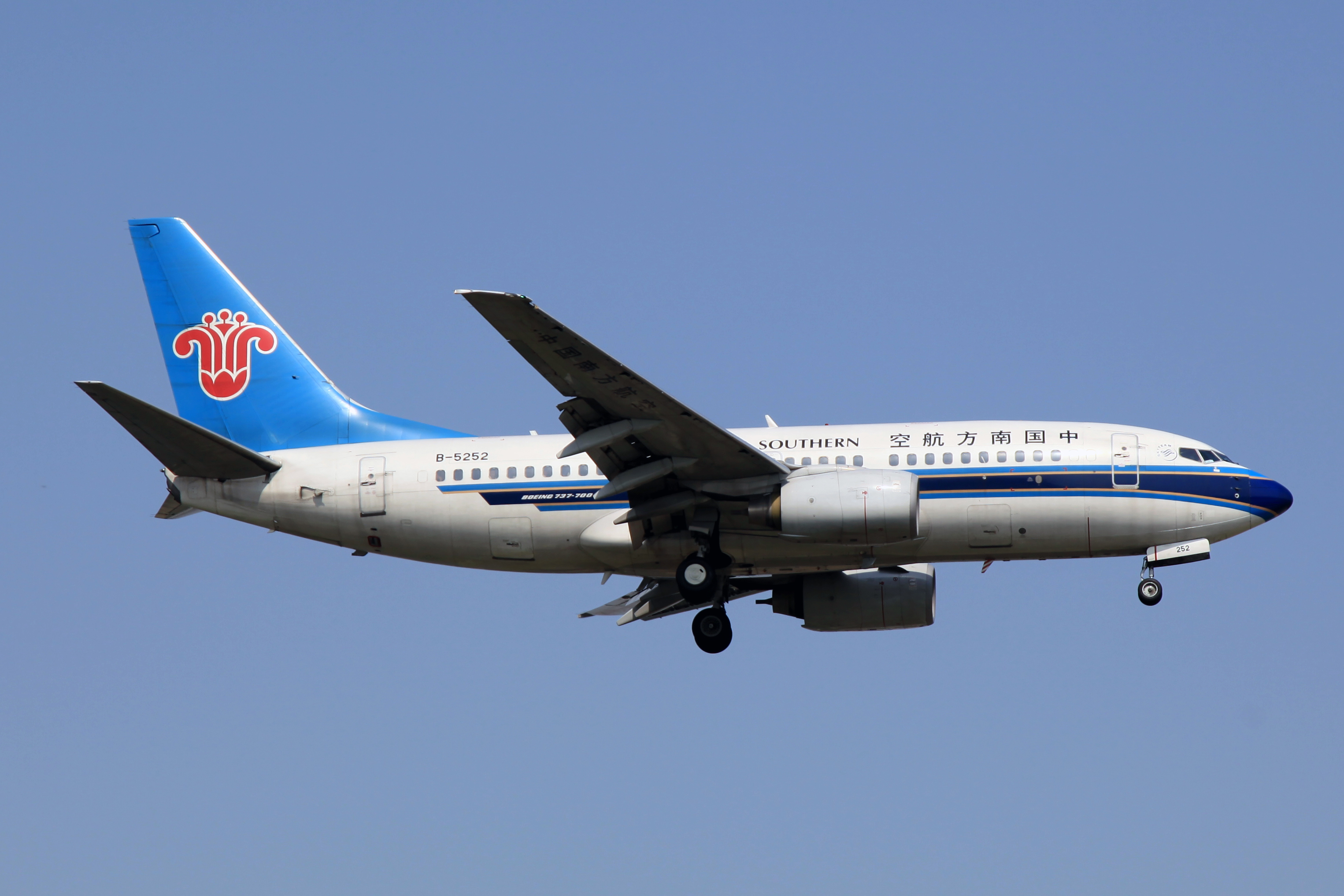
ボーイング737-700
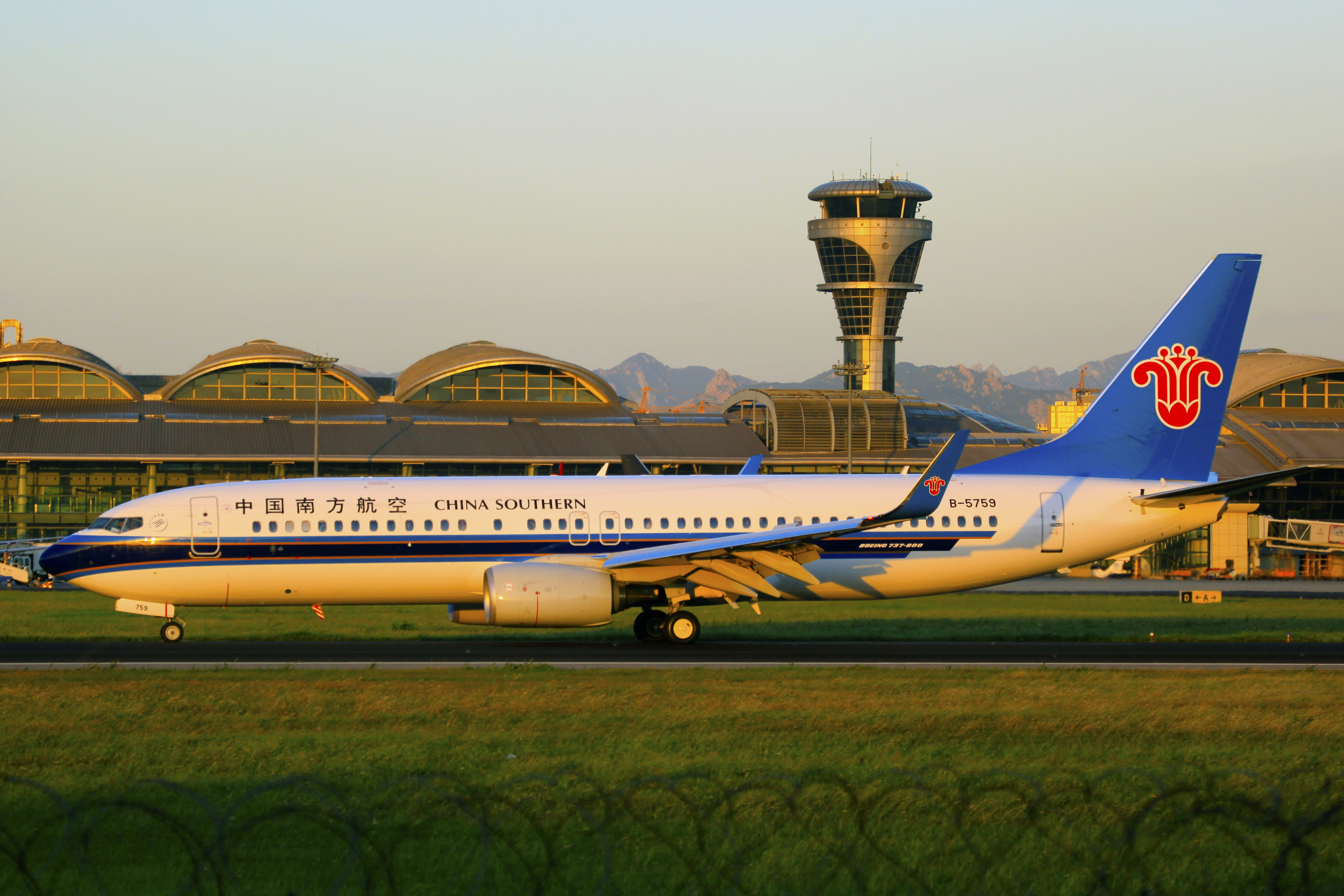
ボーイング737-800
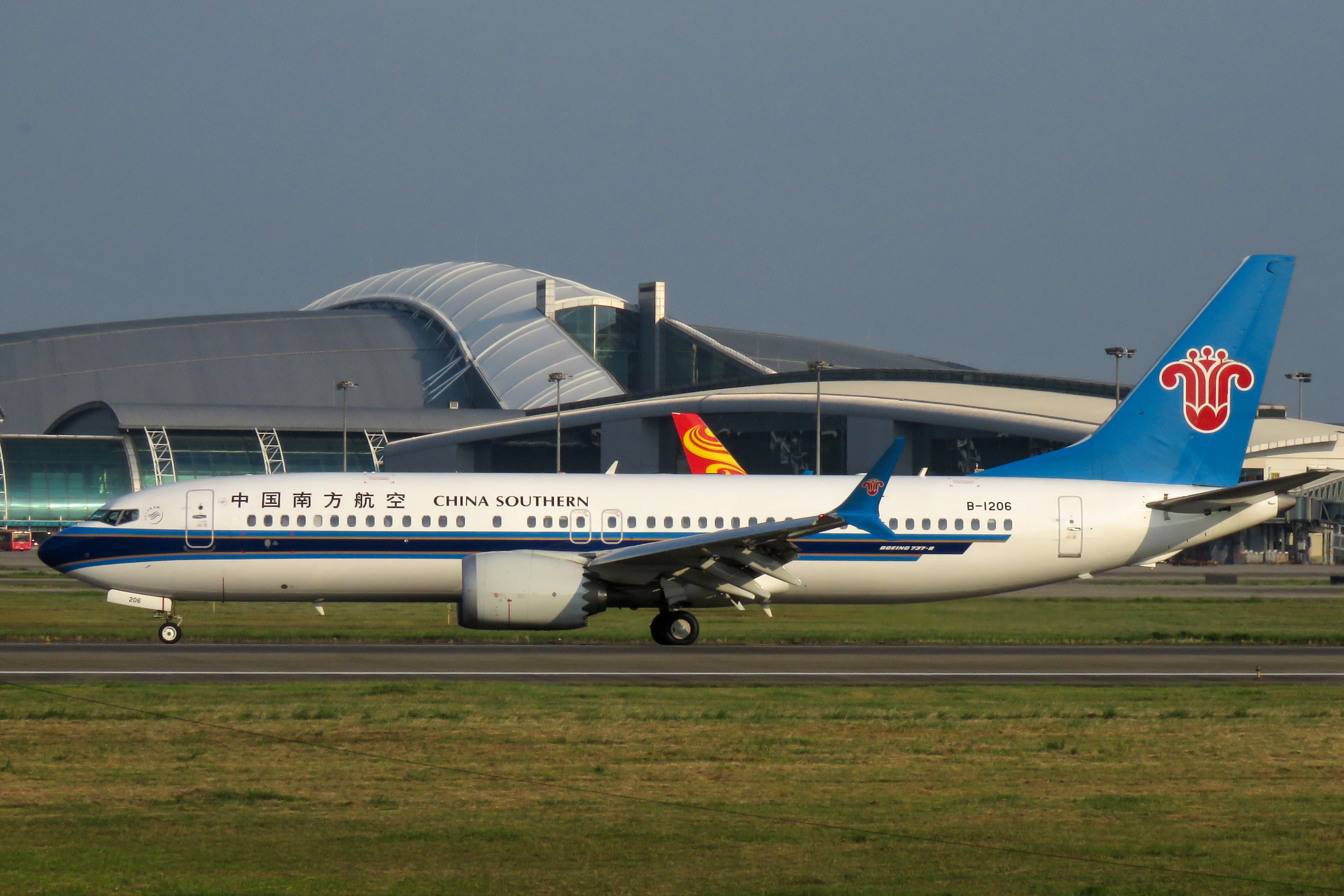
ボーイング737-8 MAX
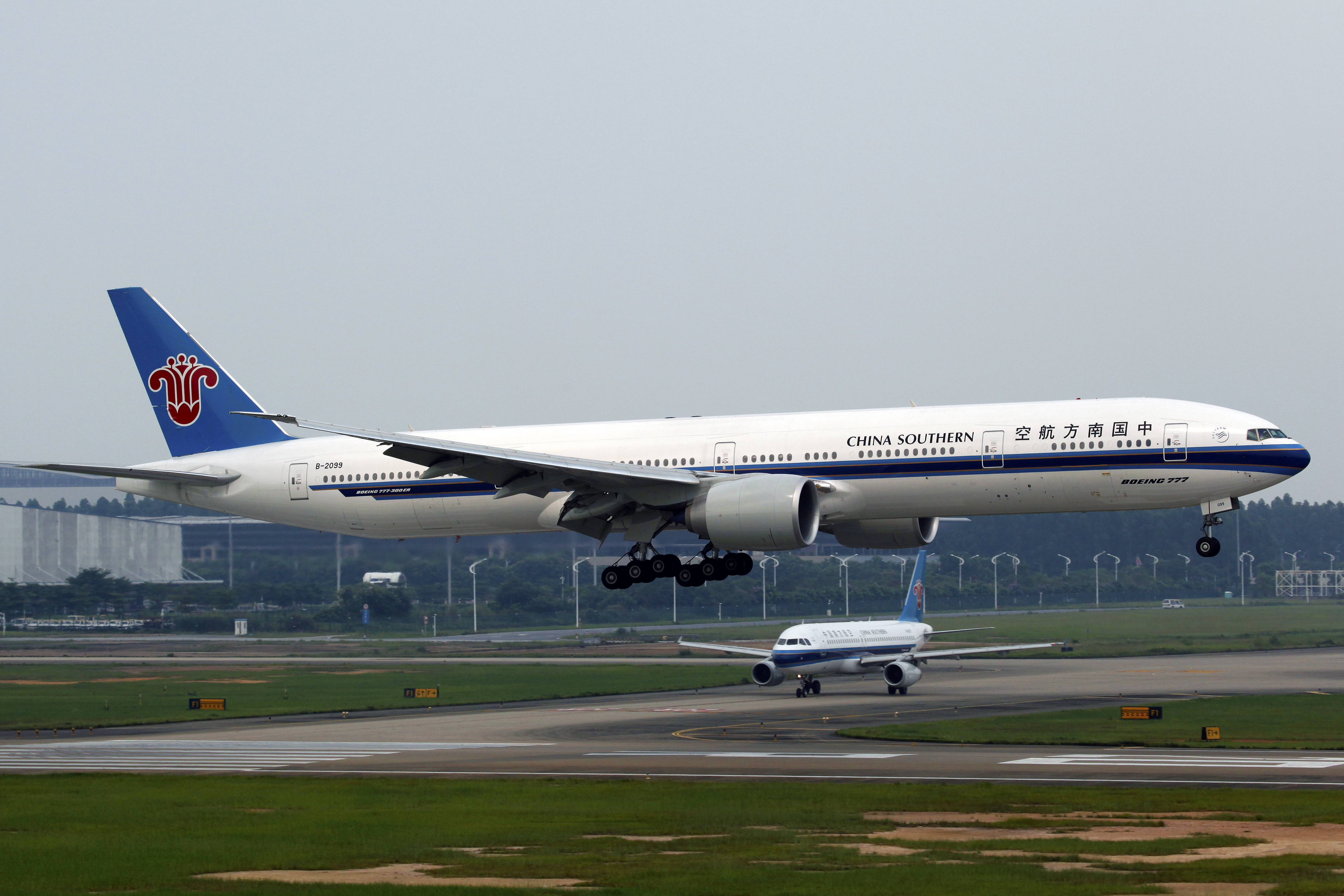
ボーイング777-300ER
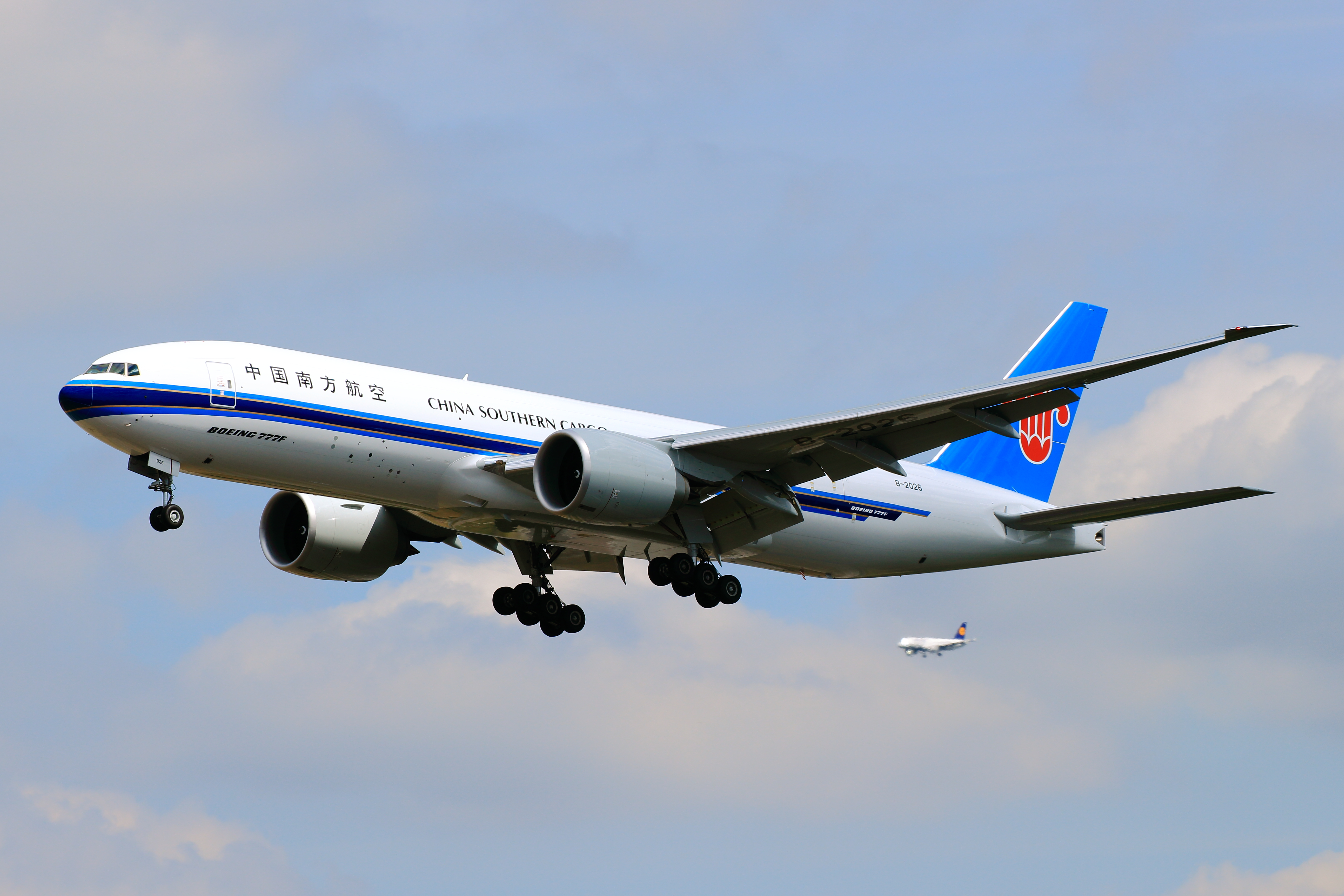
ボーイング777F
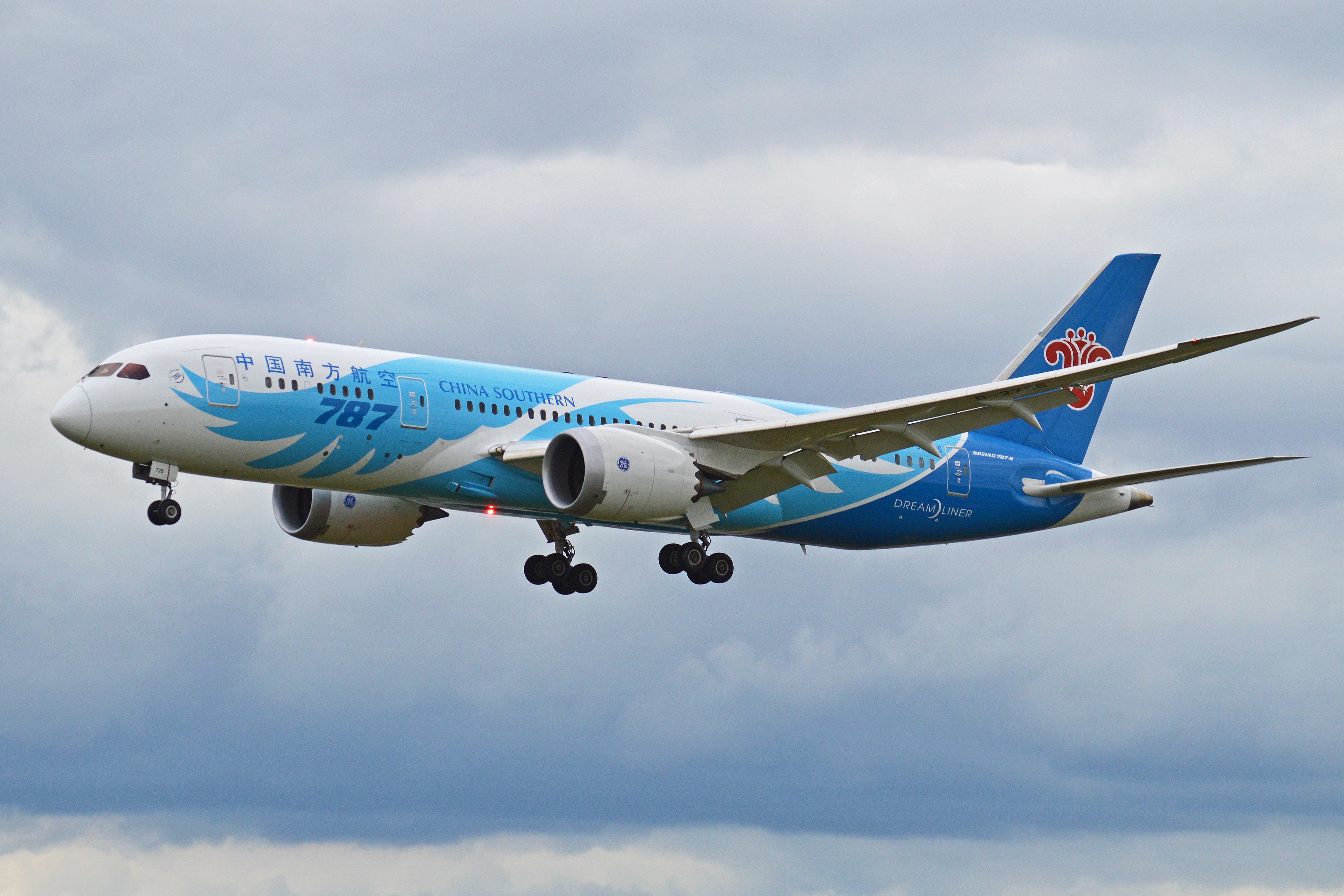
ボーイング787-8
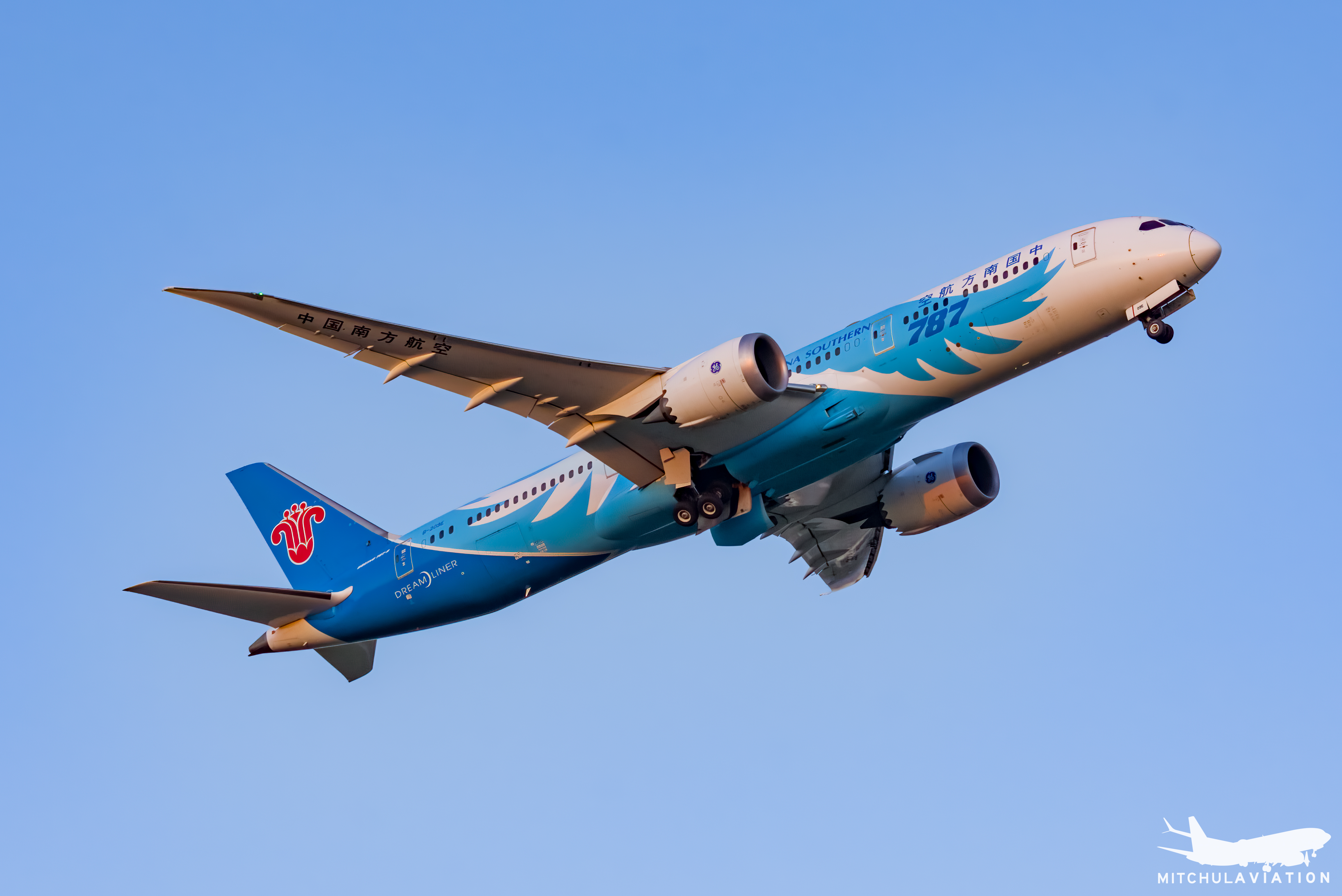
ボーイング787-9
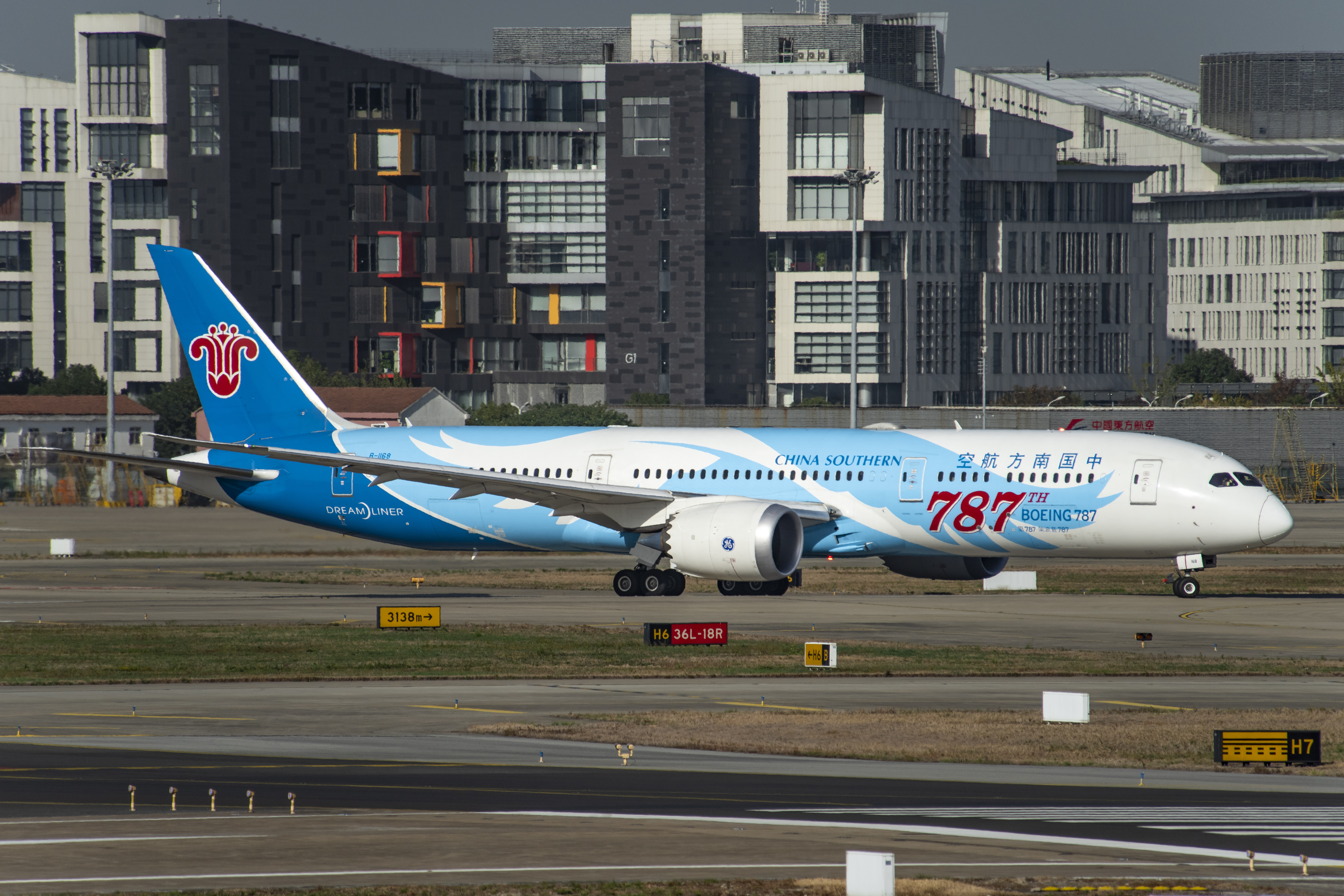
ボーイング787-9（787号機目記念塗装）
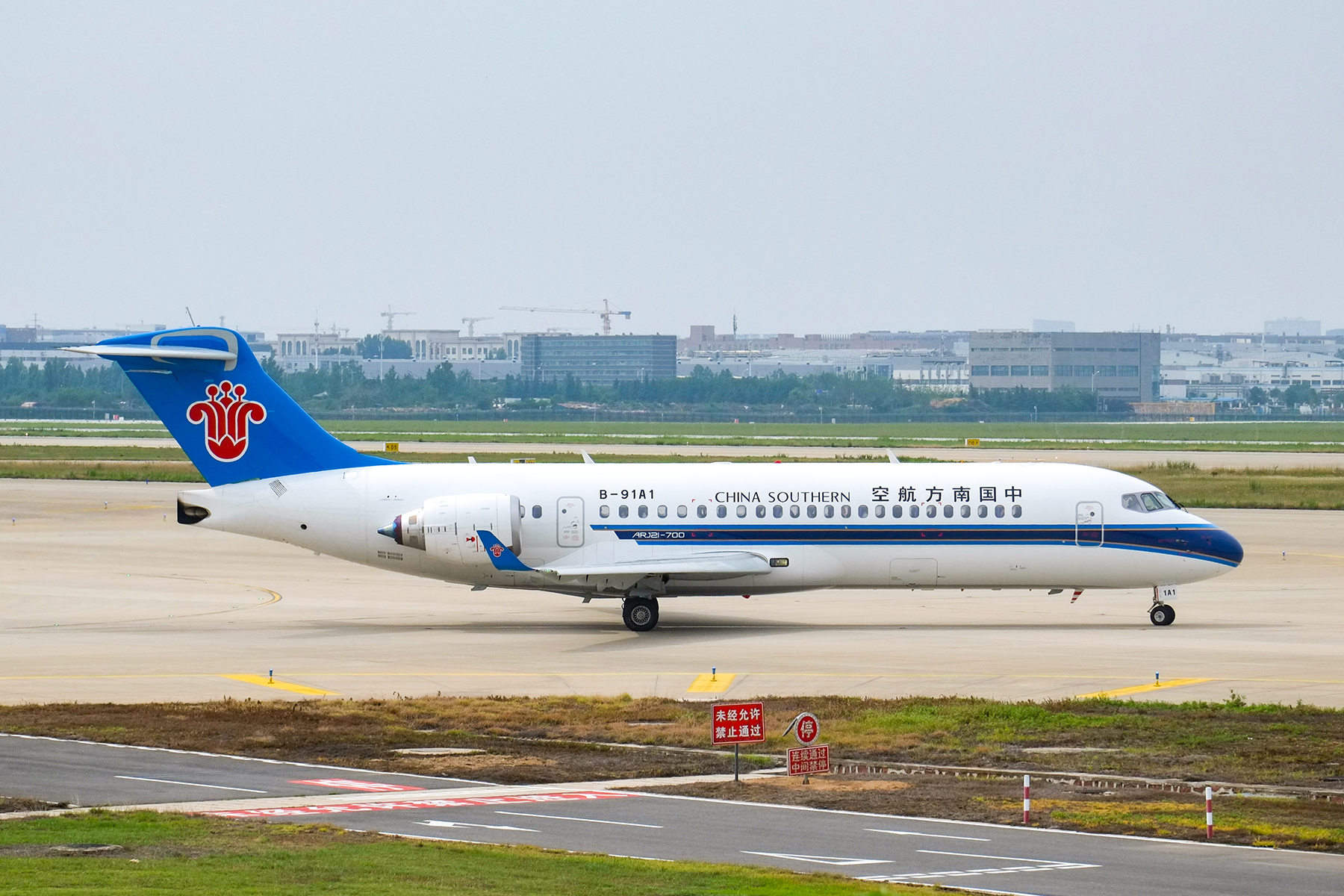
COMAC C909

### 退役機材
- エアバスA300-600R/600RF
- エアバスA319-100
- エアバスA330-200
- エアバスA380-800
- ATR 72-500
- ボーイング737-200
- ボーイング737-300/300QC/500
- ボーイング747-400F
- ボーイング757-200
- ボーイング767-300ER
- エンブラエル ERJ 145
- エンブラエル ERJ 190
- マクドネル・ダグラス MD-82
- マクドネル・ダグラス MD-90
- サーブ 340
- ショート 360
- Y-7

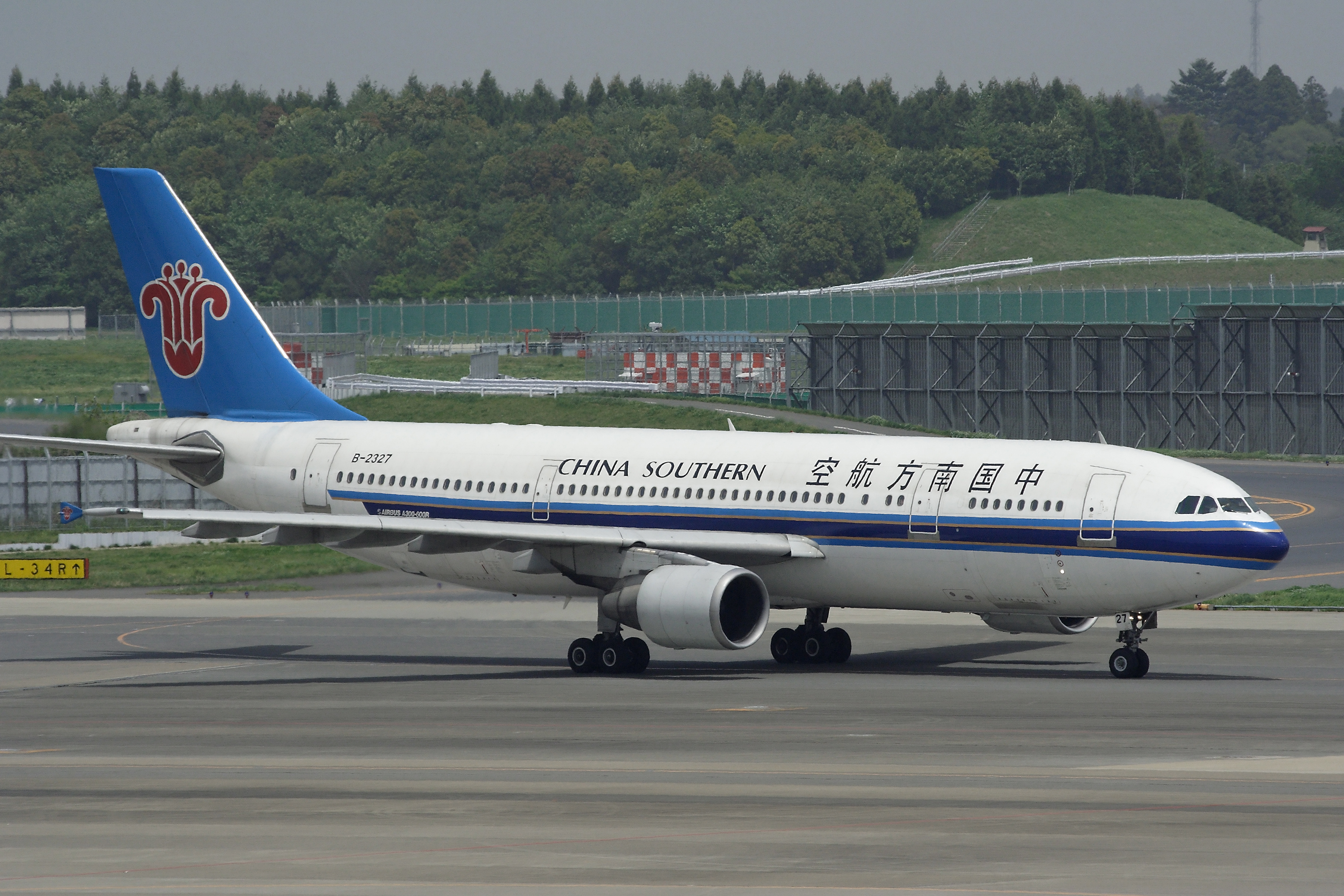
エアバスA300-600R
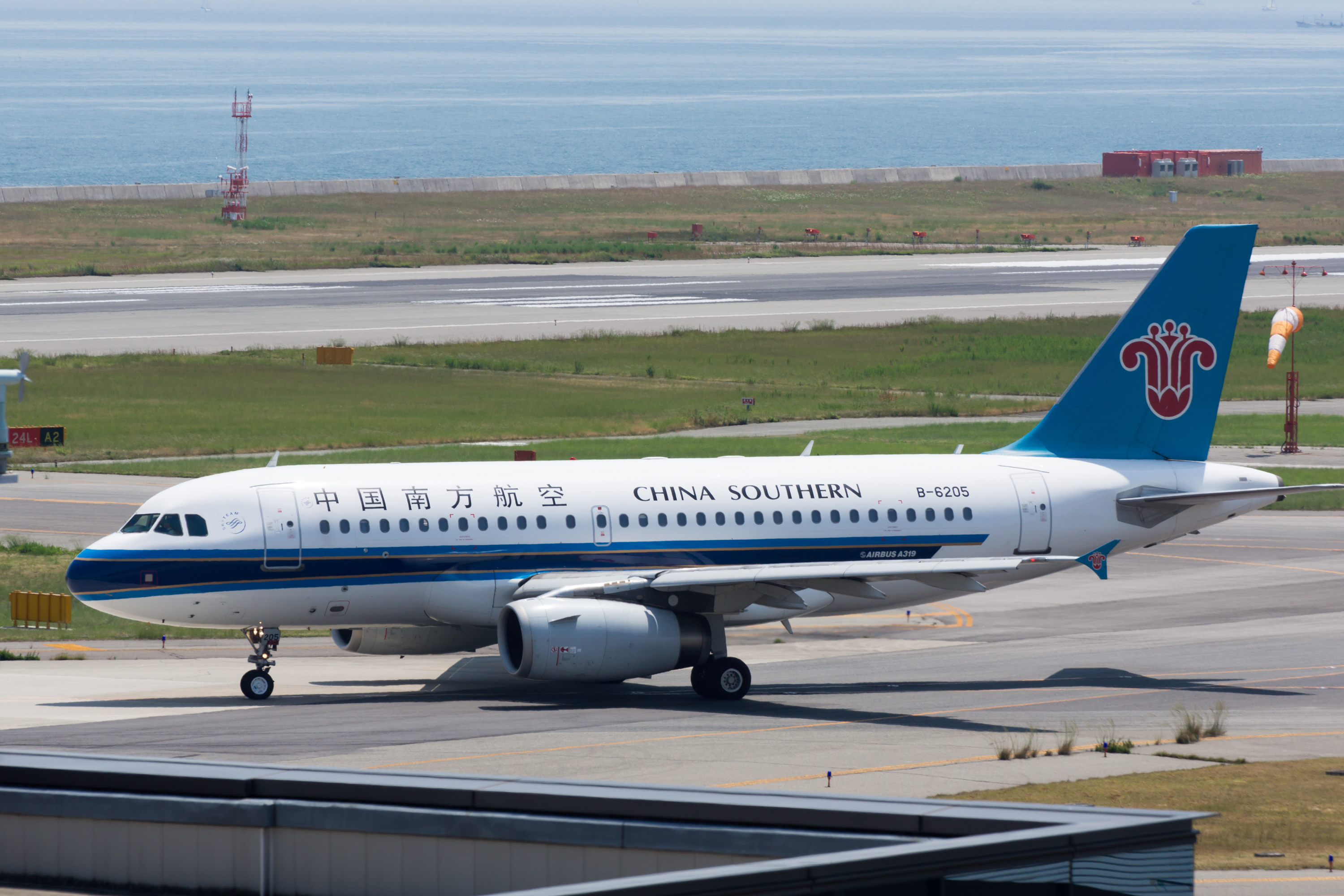
エアバスA319-100
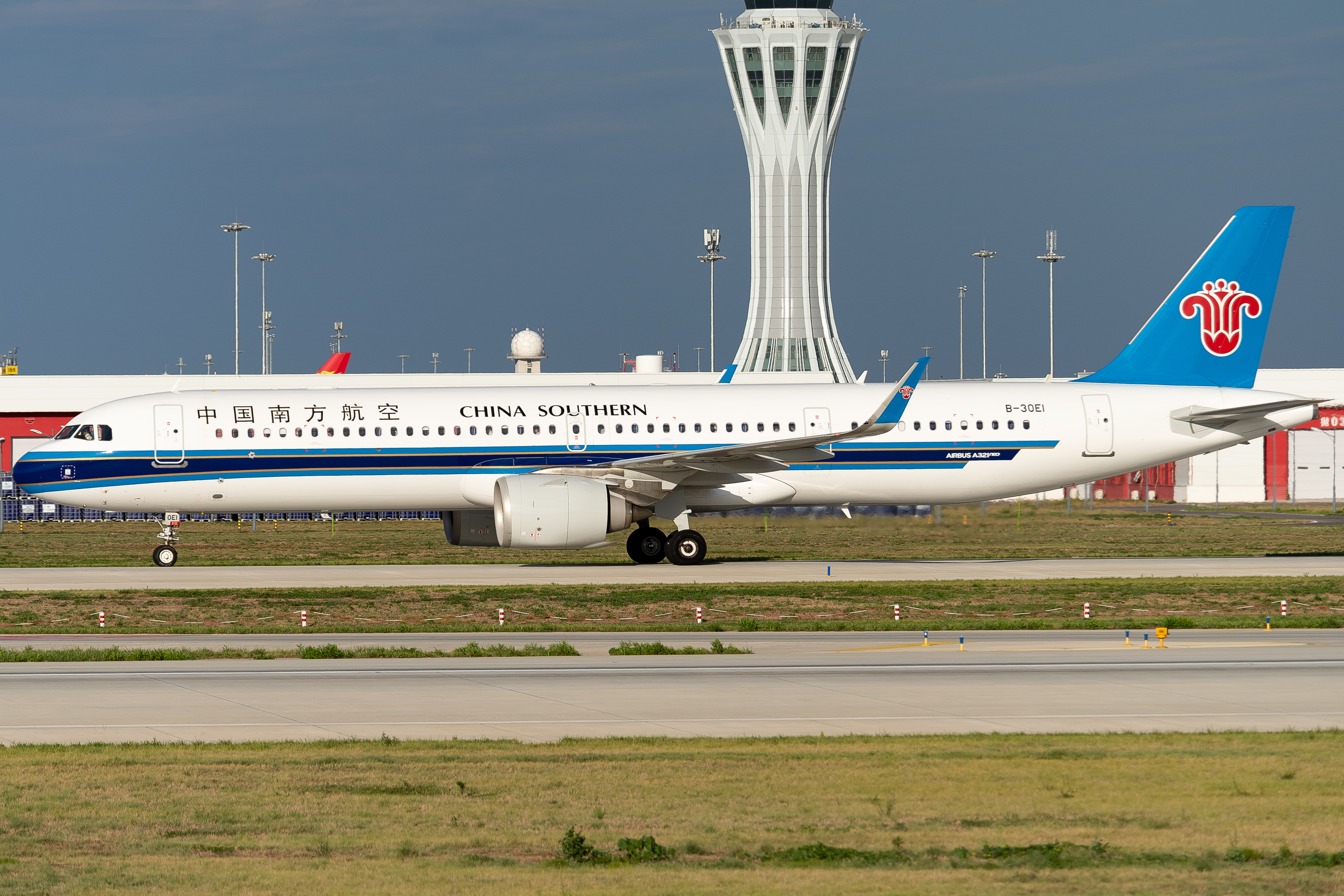
エアバスA321neo
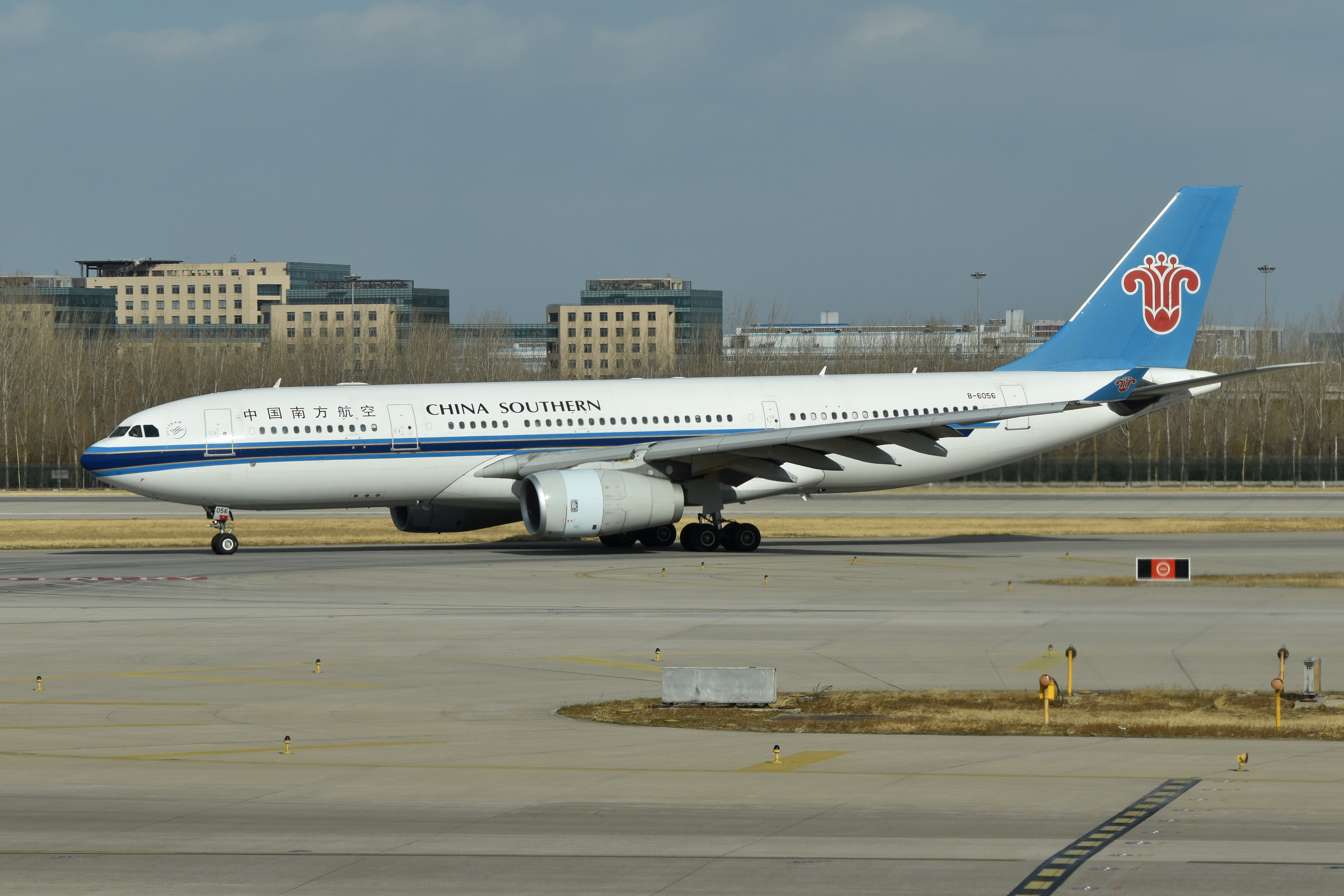
エアバスA330-200
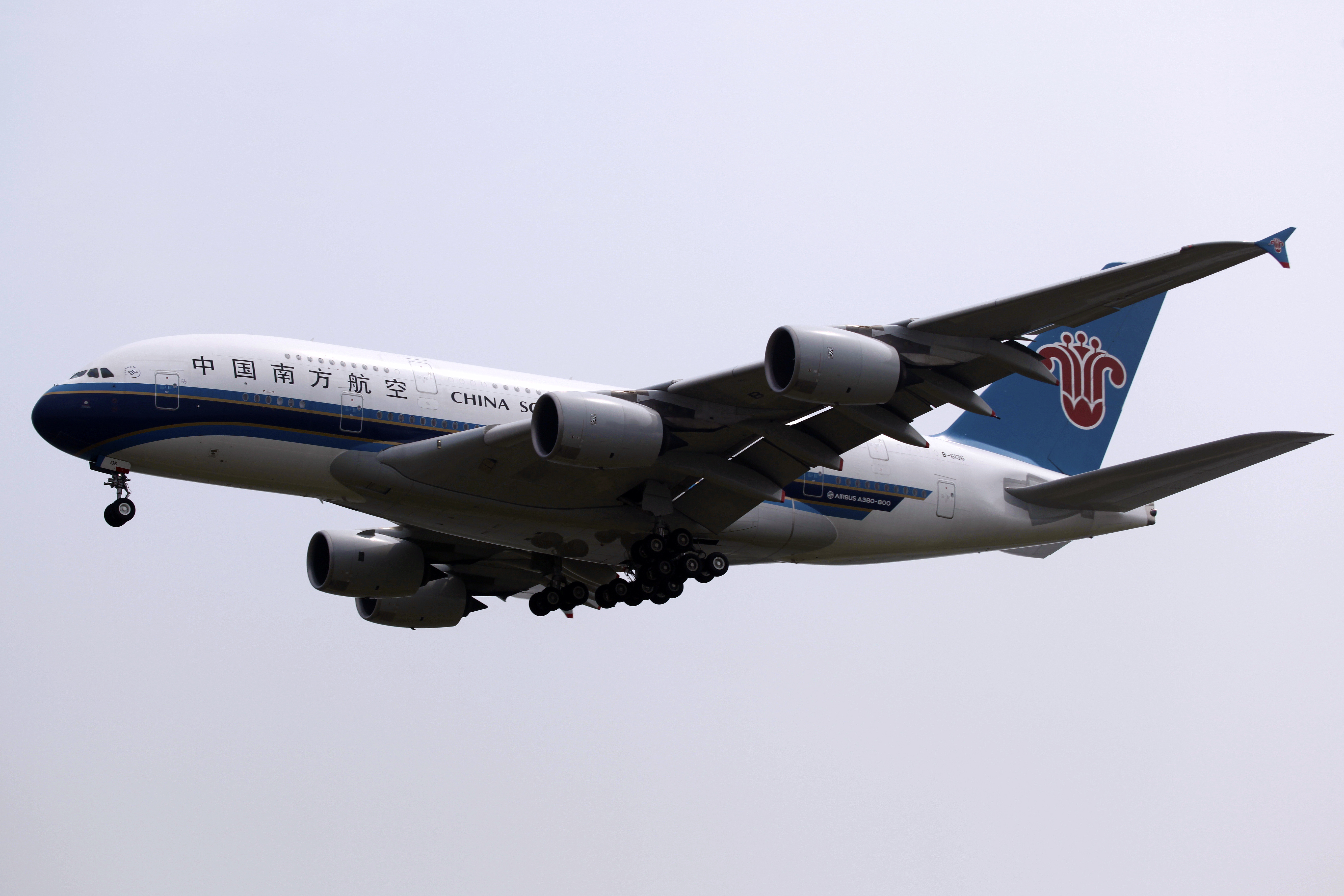
エアバスA380-800
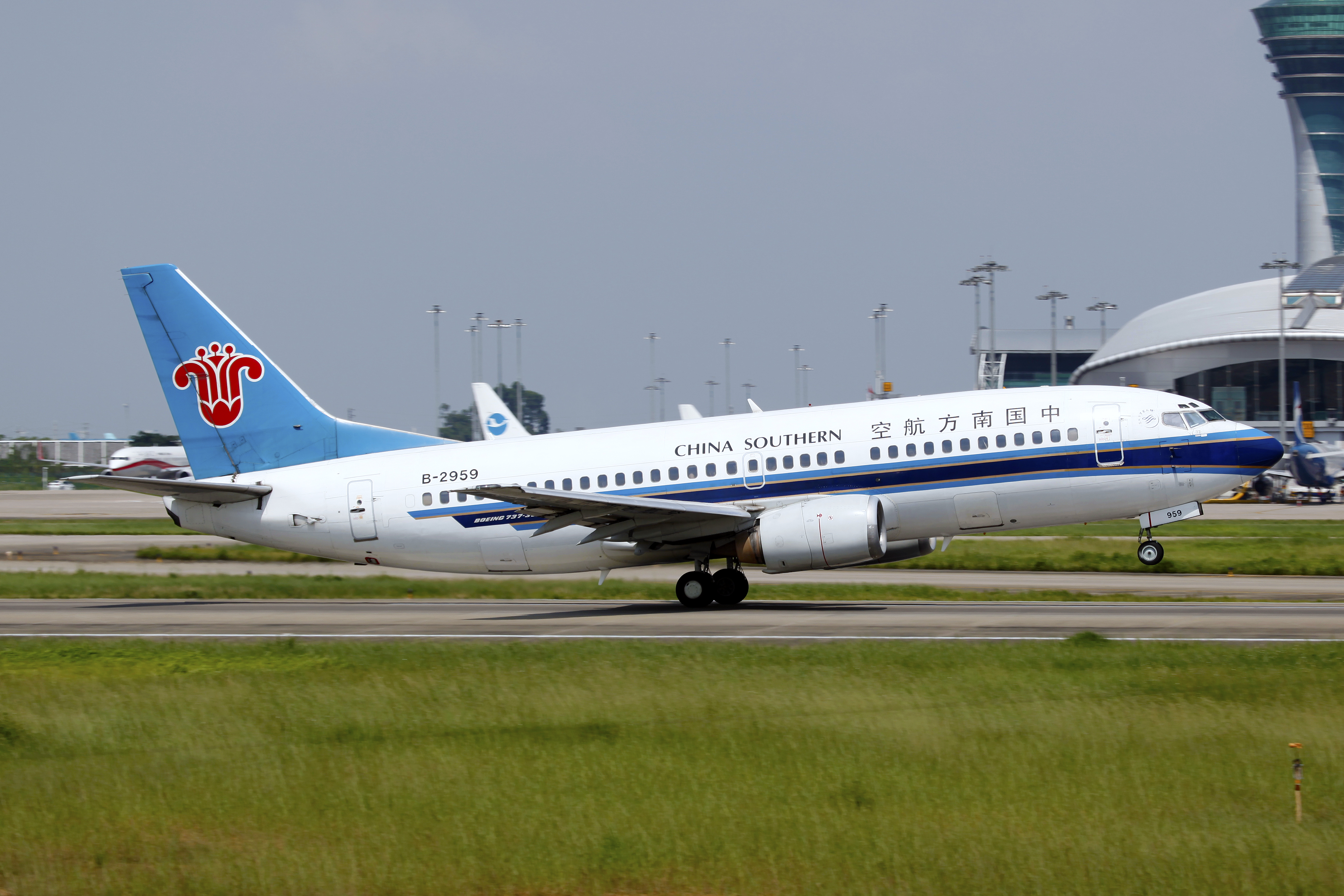
ボーイング737-300
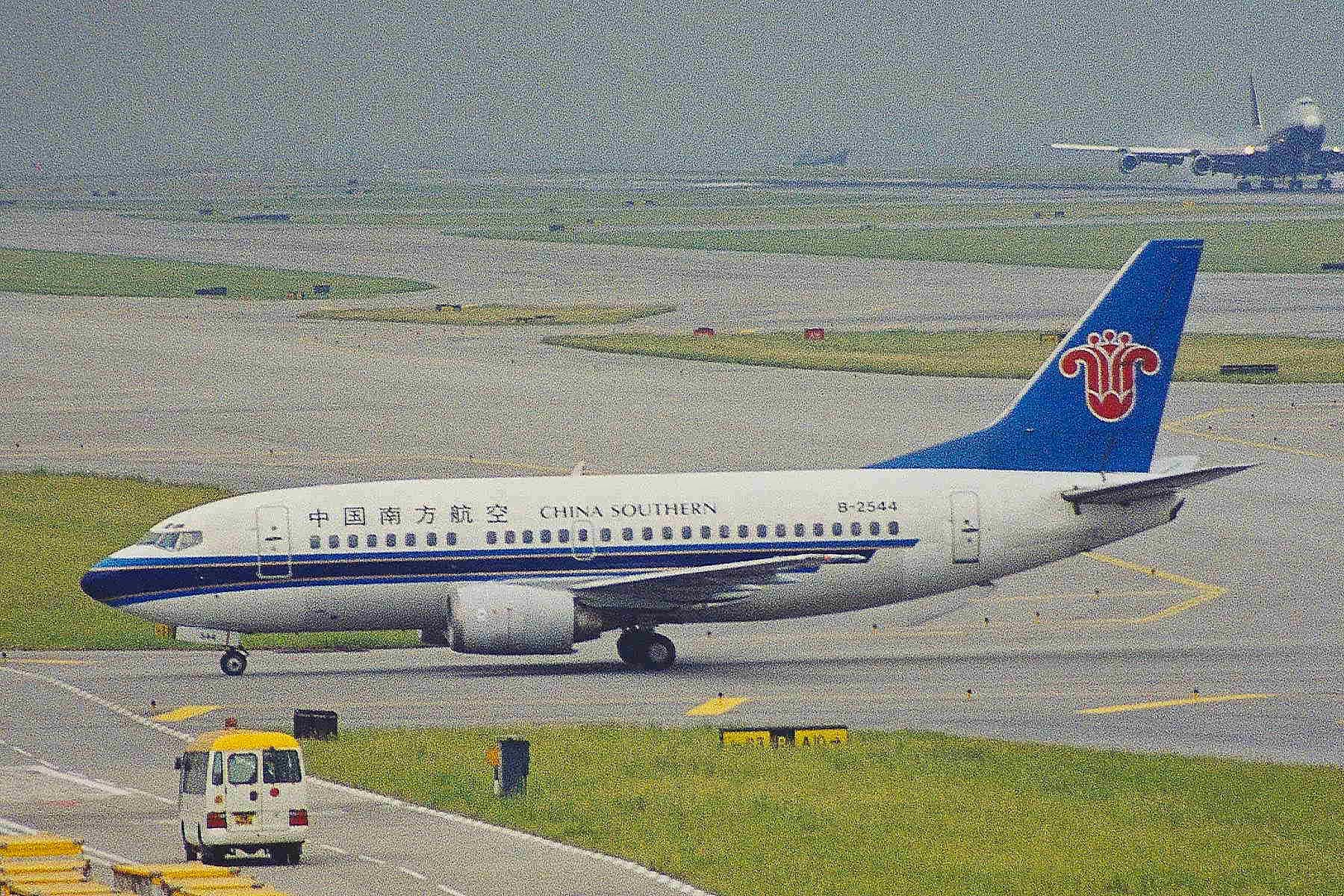
ボーイング737-500
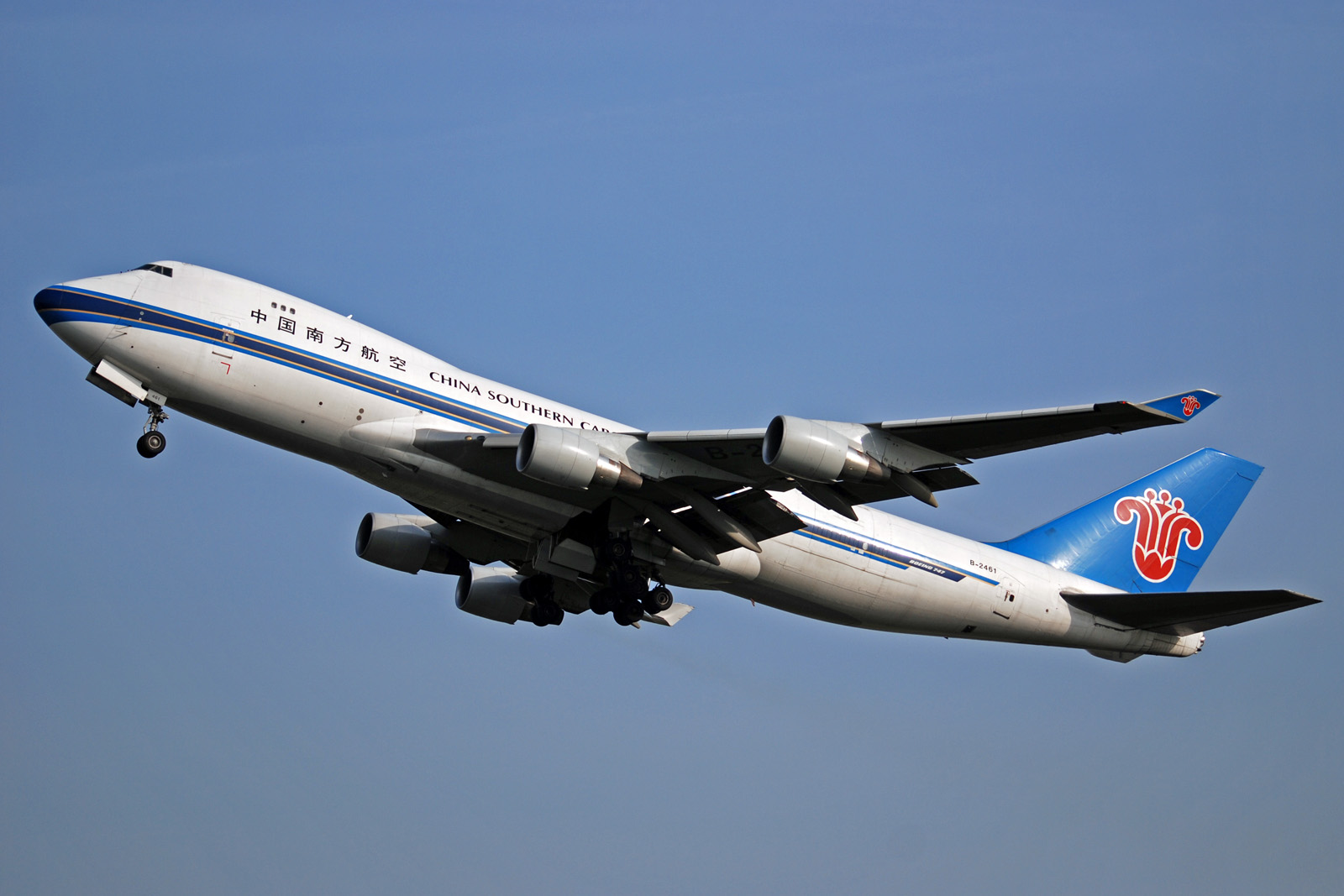
ボーイング747-400F
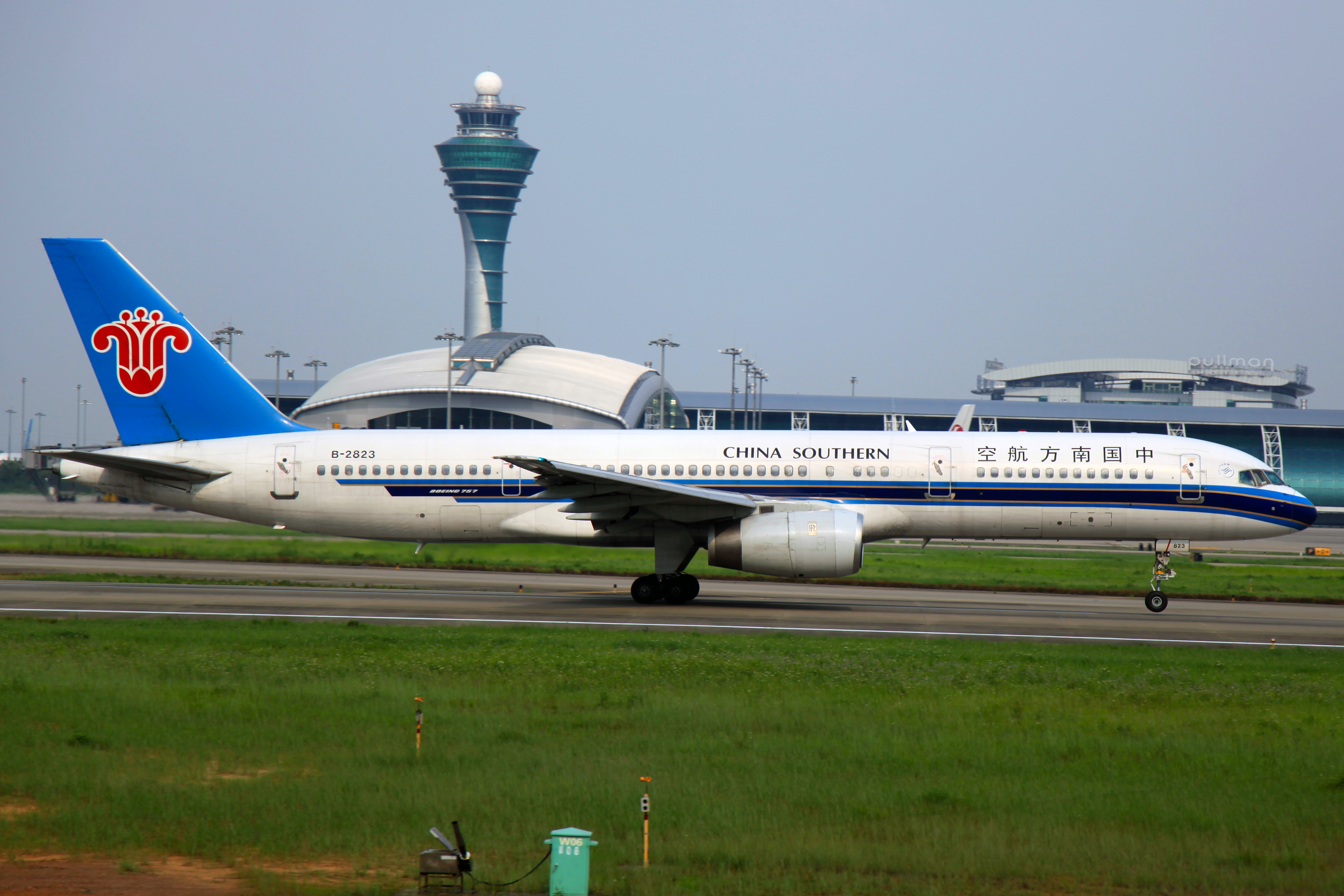
ボーイング757-200
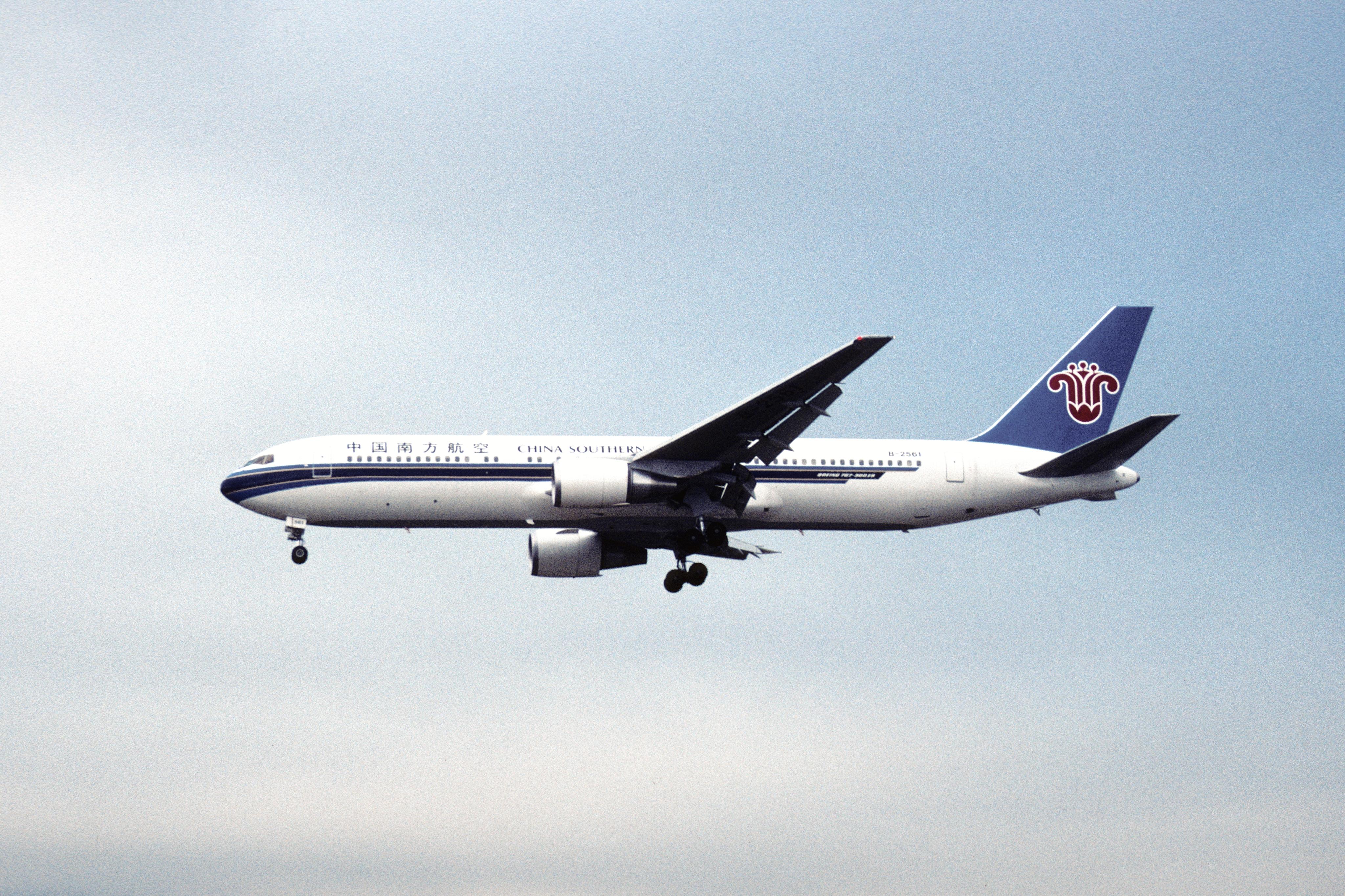
ボーイング767-300ER
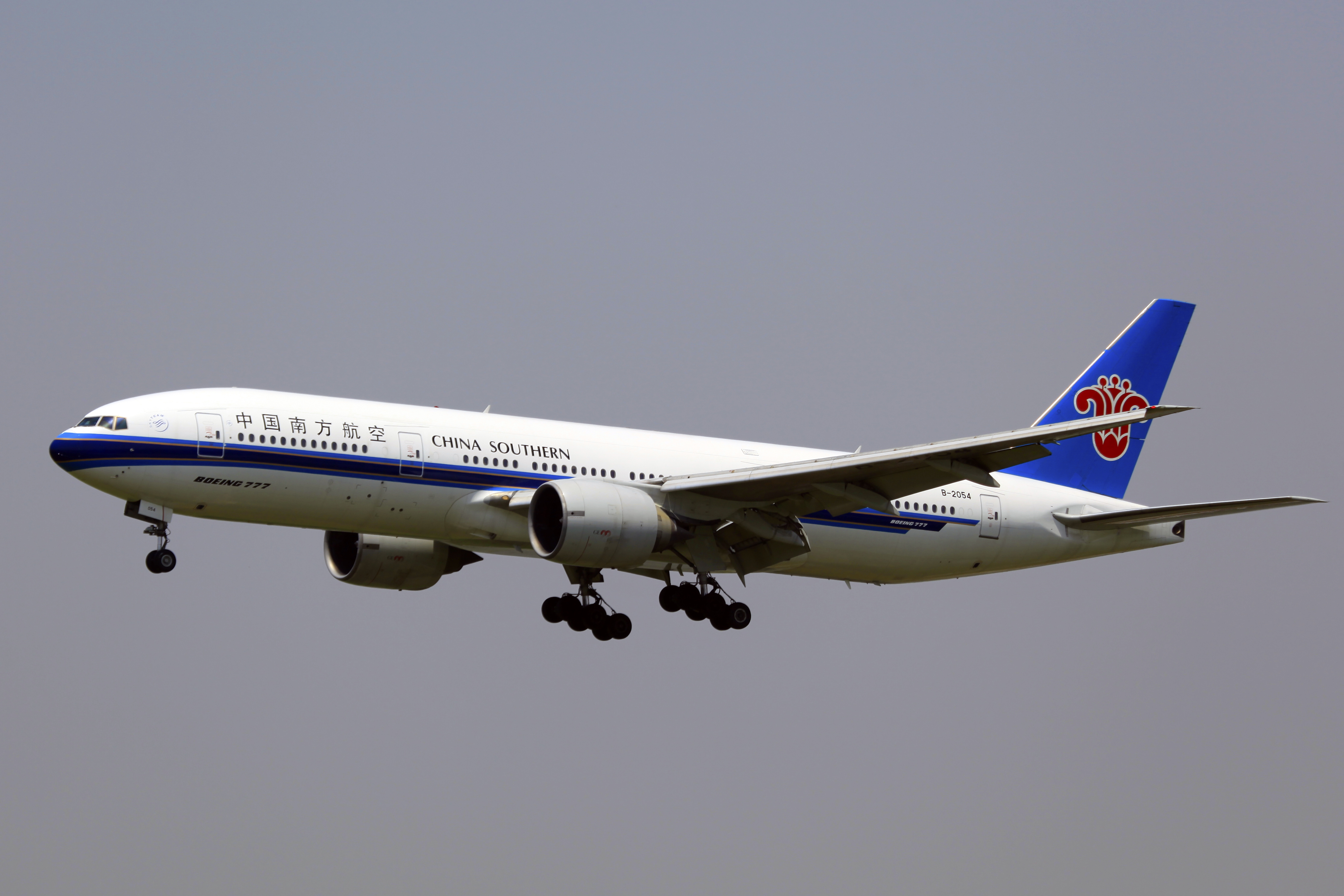
ボーイング777-200
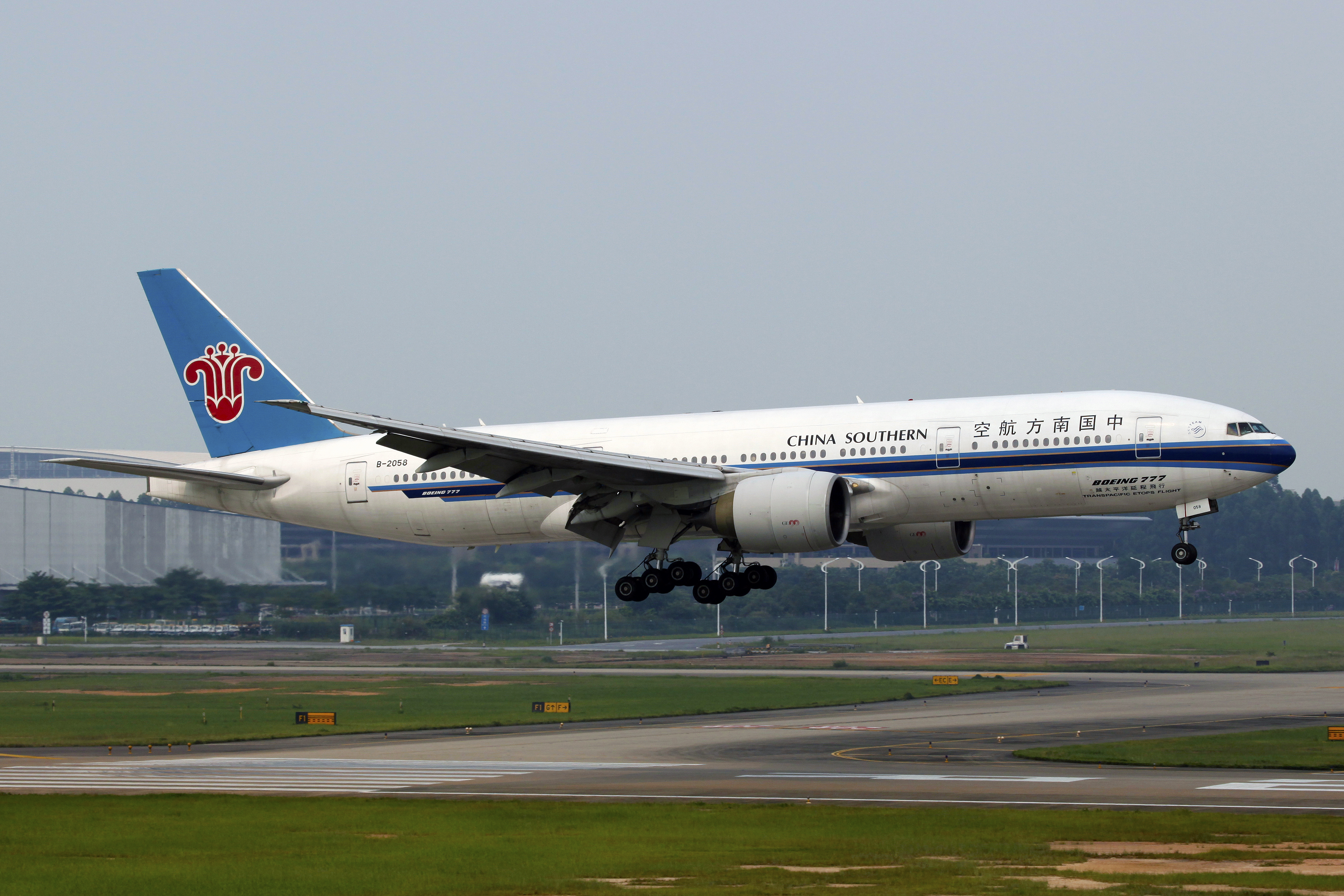
ボーイング777-200ER
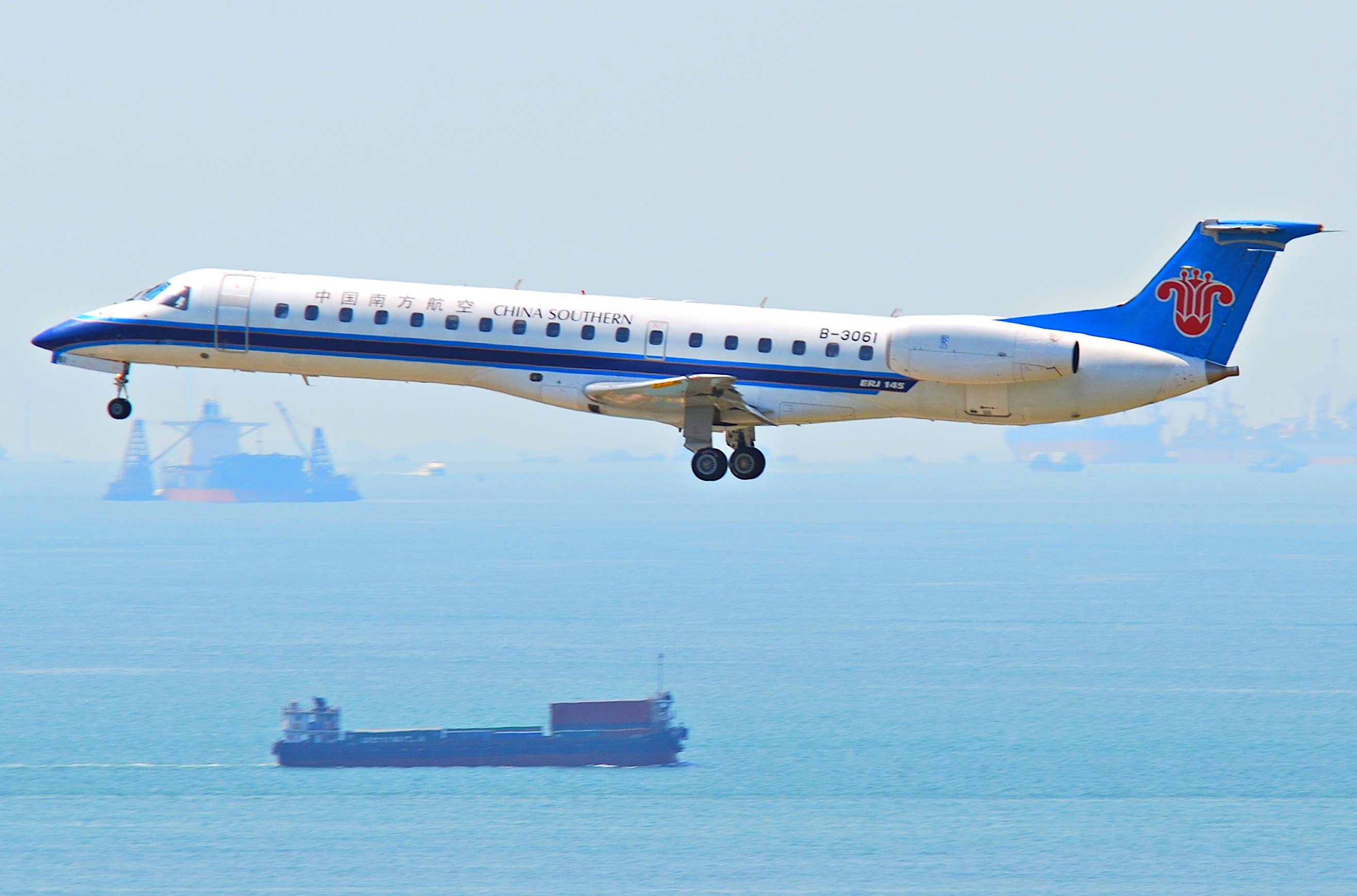
エンブラエル ERJ 145
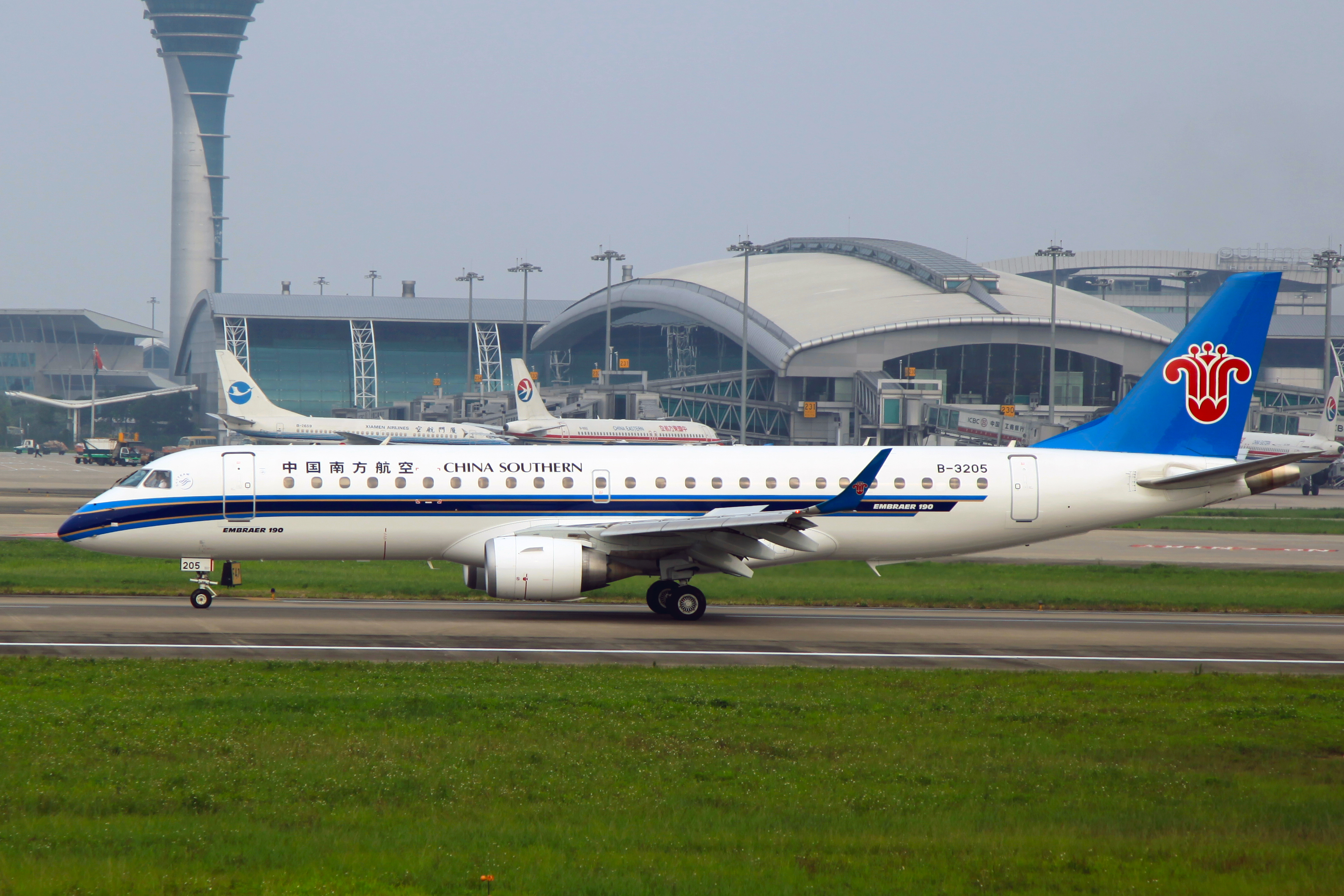
エンブラエル E190
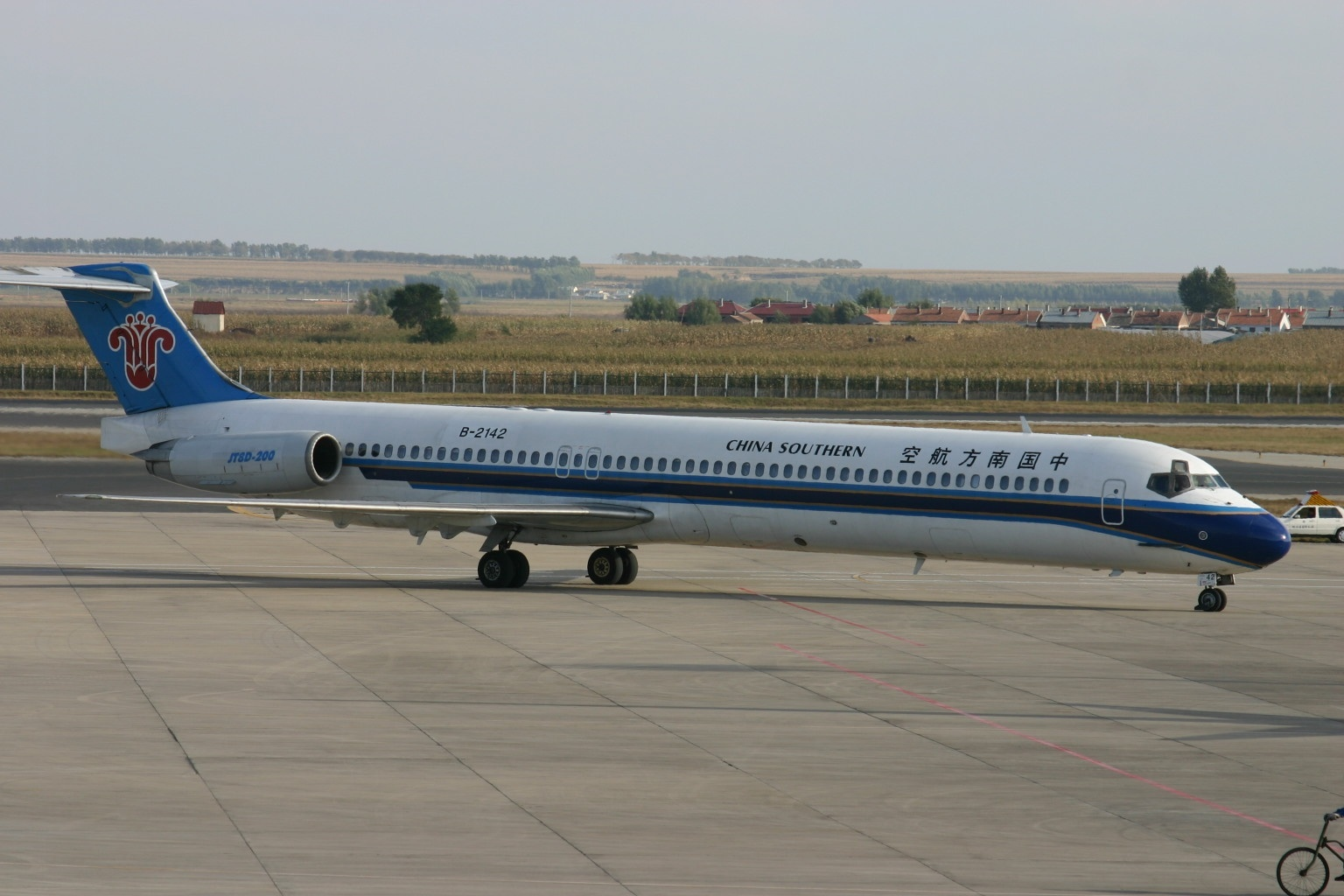
マクドネル・ダグラス MD-82
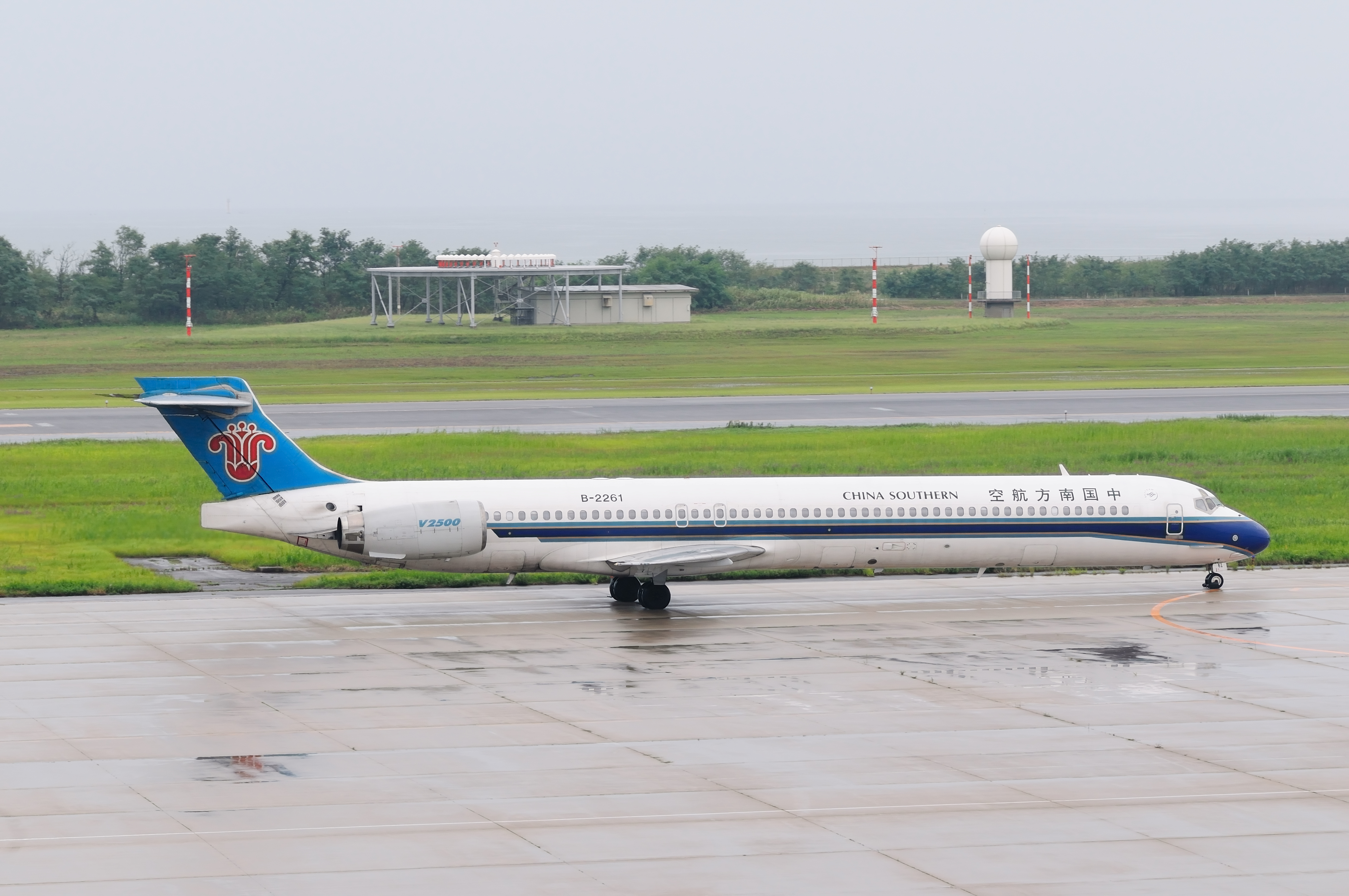
マクドネル・ダグラス MD-90-30
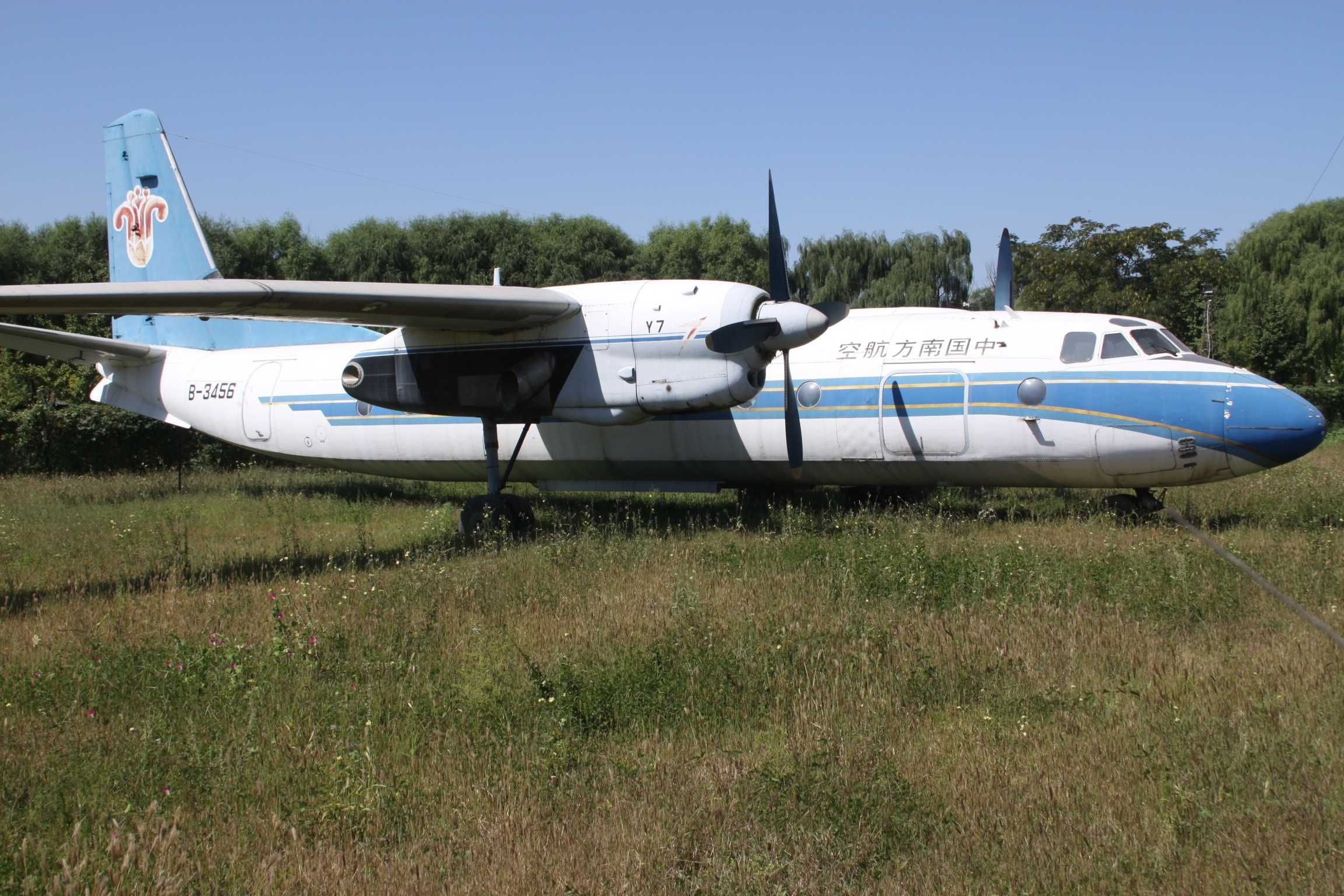
Y-7

## サービス

### 座席など
主に長距離路線で運航されているA330、A380、B787の3機種はファーストクラス（「デラックスファーストクラス」）・ビジネスクラス・エコノミークラスの3クラス制で、A330とB777-300ERはプレミアムエコノミークラスを加えた4クラス制で構成されている。B777の一部と近距離・中距離国際線に使用されている機材では、ビジネスクラス「ファーストクラス」・プレミアムエコノミークラス・エコノミークラスの3クラスで構成されている。
A380のファーストクラスは、完全個室タイプの「プラチナプライベートスイート」を8席搭載。またA380のビジネスクラスは180度フルフラットになる1-2-1配列のスタッガードタイプで、B787では180度フルフラットになる座席を2-2-2配列で搭載されている。
2014年にB777-300ERの初号機（B-2099）を受領した際、機内エンターテイメントシステムはタレス社製の「TopSeries AVANT」を搭載している。

### 機内食
中距離・長距離路線を中心に本場の中国料理や西洋料理の機内食が提供され、一部路線のエコノミークラスでは、日本式のそばも提供される。このうちユダヤ教徒のためのものは広州・北京発欧米長距離路線とオーストラリア行きに限って搭乗便の48時間前に、それ以外は搭乗便の24時間前にコールセンターへ電話申し込みを行なう必要がある。

### 客室乗務員
2008年、日本人客室乗務員33人を採用し、主に広州―成田・関西、大連―成田・関西間などの日本路線に乗務している。

### 明珠倶楽部 (スカイパールクラブ)
2018年にスカイチームから脱退したが、引き続きスカイチーム加盟各社との提携は維持している。さらに下記の航空会社と提携している。
- アメリカン航空
- 四川航空

## 就航都市
| 中国南方航空 就航都市（2025年4月 現在） | 中国南方航空 就航都市（2025年4月 現在） | 中国南方航空 就航都市（2025年4月 現在）      | 中国南方航空 就航都市（2025年4月 現在） | 中国南方航空 就航都市（2025年4月 現在） |
| --------------------------------------- | --------------------------------------- | -------------------------------------------- | --------------------------------------- | --------------------------------------- |
| 国                                      | 都市                                    | 空港                                         | 備考                                    |                                         |
| 東アジア                                |                                         |                                              |                                         |                                         |
| 中国                                    | 広州                                    | 広州白雲国際空港                             | メインハブ空港                          |                                         |
| 中国                                    | 北京                                    | 北京大興国際空港                             | ハブ空港                                |                                         |
| 中国                                    | 成都                                    | 成都双流国際空港                             | ハブ空港                                |                                         |
| 中国                                    | 杭州                                    | 杭州蕭山国際空港                             | 焦点都市                                |                                         |
| 中国                                    | 天津                                    | 天津浜海国際空港                             | 焦点都市                                |                                         |
| 中国                                    | 重慶                                    | 重慶江北国際空港                             | 焦点都市                                |                                         |
| 中国                                    | 上海                                    | 上海浦東国際空港                             |                                         |                                         |
| 中国                                    | 上海                                    | 上海虹橋国際空港                             |                                         |                                         |
| 中国                                    | 長沙                                    | 長沙黄花国際空港                             |                                         |                                         |
| 中国                                    | 大連                                    | 大連周水子国際空港                           |                                         |                                         |
| 中国                                    | 済南                                    | 済南遥墻国際空港                             |                                         |                                         |
| 中国                                    | 昆明                                    | 昆明長水国際空港                             |                                         |                                         |
| 中国                                    | 牡丹江                                  | 牡丹江海浪空港                               |                                         |                                         |
| 中国                                    | 青島                                    | 青島流亭国際空港                             |                                         |                                         |
| 中国                                    | 三亜                                    | 三亜鳳凰国際空港                             |                                         |                                         |
| 中国                                    | 瀋陽                                    | 瀋陽桃仙国際空港                             |                                         |                                         |
| 中国                                    | 深圳                                    | 深圳宝安国際空港                             |                                         |                                         |
| 中国                                    | ウルムチ                                | ウルムチ地窩堡国際空港                       |                                         |                                         |
| 中国                                    | 張家界                                  | 張家界荷花国際空港                           |                                         |                                         |
| 中国                                    | 威海                                    | 威海大水泊空港                               |                                         |                                         |
| 中国                                    | 武漢                                    | 武漢天河国際空港                             |                                         |                                         |
| 中国                                    | 廈門                                    | 廈門高崎国際空港                             |                                         |                                         |
| 中国                                    | 西安                                    | 西安咸陽国際空港                             |                                         |                                         |
| 中国                                    | 延吉                                    | 延吉朝陽川空港                               |                                         |                                         |
| 中国                                    | 煙台                                    | 煙台蓬萊国際空港                             |                                         |                                         |
| 中国                                    | 鄭州                                    | 鄭州新鄭国際空港                             |                                         |                                         |
| 中国                                    | ラサ                                    | ラサ・クンガ空港                             |                                         |                                         |
| 中国                                    | 石河子                                  | 石河子花園空港                               |                                         |                                         |
| 日本                                    | 東京                                    | 東京国際空港                                 |                                         |                                         |
| 日本                                    | 東京                                    | 成田国際空港                                 |                                         |                                         |
| 日本                                    | 大阪                                    | 関西国際空港                                 |                                         |                                         |
| 日本                                    | 名古屋                                  | 中部国際空港                                 |                                         |                                         |
| 日本                                    | 新潟                                    | 新潟空港                                     |                                         |                                         |
| 日本                                    | 富山                                    | 富山空港                                     |                                         |                                         |
| 韓国                                    | ソウル                                  | 仁川国際空港                                 |                                         |                                         |
| 韓国                                    | ソウル                                  | 金浦国際空港                                 |                                         |                                         |
| 韓国                                    | 釜山                                    | 金海国際空港                                 |                                         |                                         |
| 韓国                                    | 済州                                    | 済州国際空港                                 |                                         |                                         |
| 韓国                                    | 大邱                                    | 大邱国際空港                                 |                                         |                                         |
| 台湾                                    | 台北                                    | 台湾桃園国際空港                             |                                         |                                         |
| 台湾                                    | 台北                                    | 台北松山空港                                 |                                         |                                         |
| 台湾                                    | 高雄                                    | 高雄国際空港                                 |                                         |                                         |
| 香港                                    | 香港                                    | 香港国際空港                                 |                                         |                                         |
| モンゴル                                | ウランバートル                          | チンギスハーン国際空港                       |                                         |                                         |
| 中央アジア                              |                                         |                                              |                                         |                                         |
| カザフスタン                            | アルマトイ                              | アルマトイ国際空港                           |                                         |                                         |
| キルギス                                | ビシュケク                              | マナス国際空港                               |                                         |                                         |
| タジキスタン                            | ドゥシャンベ                            | ドゥシャンベ空港                             |                                         |                                         |
| トルクメニスタン                        | アシガバート                            | アシガバート空港                             |                                         |                                         |
| ウズベキスタン                          | タシュケント                            | タシュケント国際空港                         |                                         |                                         |
| 南アジア                                |                                         |                                              |                                         |                                         |
| バングラデシュ                          | ダッカ                                  | シャージャラル国際空港                       |                                         |                                         |
| インド                                  | デリー                                  | インディラ・ガンディー国際空港               |                                         |                                         |
| モルディブ                              | マレ                                    | イブラヒム・ナシル国際空港                   |                                         |                                         |
| ネパール                                | カトマンズ                              | トリブバン国際空港                           |                                         |                                         |
| パキスタン                              | カラチ                                  | ジンナー国際空港                             |                                         |                                         |
| 東南アジア                              |                                         |                                              |                                         |                                         |
| ミャンマー                              | ヤンゴン                                | ヤンゴン国際空港                             |                                         |                                         |
| カンボジア                              | プノンペン                              | プノンペン国際空港                           |                                         |                                         |
| インドネシア                            | ジャカルタ                              | スカルノハッタ国際空港                       |                                         |                                         |
| ラオス                                  | ヴィエンチャン                          | ワットタイ国際空港                           |                                         |                                         |
| マレーシア                              | クアラルンプール                        | クアラルンプール国際空港                     |                                         |                                         |
| マレーシア                              | コタキナバル                            | コタキナバル国際空港                         |                                         |                                         |
| マレーシア                              | ペナン                                  | ペナン国際空港                               |                                         |                                         |
| マレーシア                              | クチン                                  | クチン国際空港                               |                                         |                                         |
| マレーシア                              | ランカウイ                              | ランカウイ国際空港                           |                                         |                                         |
| フィリピン                              | マニラ                                  | ニノイ・アキノ国際空港                       |                                         |                                         |
| フィリピン                              | セブ島                                  | マクタン・セブ国際空港                       |                                         |                                         |
| シンガポール                            | シンガポール                            | シンガポール・チャンギ国際空港               |                                         |                                         |
| タイ                                    | バンコク                                | スワンナプーム国際空港                       |                                         |                                         |
| タイ                                    | プーケット                              | プーケット国際空港                           |                                         |                                         |
| タイ                                    | チェンマイ                              | チェンマイ国際空港                           |                                         |                                         |
| ベトナム                                | ハノイ                                  | ノイバイ国際空港                             |                                         |                                         |
| ベトナム                                | ホーチミンシティ                        | タンソンニャット国際空港                     |                                         |                                         |
| 西アジア                                |                                         |                                              |                                         |                                         |
| アゼルバイジャン                        | バクー                                  | ヘイダル・アリエフ国際空港                   |                                         |                                         |
| イラン                                  | テヘラン                                | エマーム・ホメイニー国際空港                 |                                         |                                         |
| アラブ首長国連邦                        | ドバイ                                  | ドバイ国際空港                               |                                         |                                         |
| サウジアラビア                          | リヤド                                  | キング・ハーリド国際空港                     | 2025年9月2日より就航予定                |                                         |
| ヨーロッパ                              |                                         |                                              |                                         |                                         |
| イギリス                                | ロンドン                                | ロンドン・ヒースロー空港                     |                                         |                                         |
| フランス                                | パリ                                    | シャルル・ド・ゴール国際空港                 |                                         |                                         |
| ドイツ                                  | フランクフルト                          | フランクフルト空港                           | 貨物便のみ                              |                                         |
| オランダ                                | アムステルダム                          | アムステルダム・スキポール空港               |                                         |                                         |
| イタリア                                | ローマ                                  | フィウミチーノ空港                           | [ 34 ]                                  |                                         |
| トルコ                                  | イスタンブール                          | アタテュルク国際空港                         |                                         |                                         |
| ロシア                                  | モスクワ                                | シェレメーチエヴォ国際空港                   |                                         |                                         |
| ロシア                                  | イルクーツク                            | イルクーツク国際空港                         |                                         |                                         |
| ロシア                                  | ウラジオストク                          | ウラジオストク空港                           |                                         |                                         |
| 北アメリカ                              |                                         |                                              |                                         |                                         |
| カナダ                                  | バンクーバー                            | バンクーバー国際空港                         |                                         |                                         |
| カナダ                                  | トロント                                | トロント・ピアソン国際空港                   | [ 35 ]                                  |                                         |
| アメリカ合衆国                          | アンカレッジ                            | テッド・スティーブンス・アンカレッジ国際空港 | 貨物便のみ                              |                                         |
| アメリカ合衆国                          | シカゴ                                  | シカゴ・オヘア国際空港                       | 貨物便のみ                              |                                         |
| アメリカ合衆国                          | ニューヨーク                            | ジョン・F・ケネディ国際空港                  | [ 36 ]                                  |                                         |
| アメリカ合衆国                          | ロサンゼルス                            | ロサンゼルス国際空港                         |                                         |                                         |
| アメリカ合衆国                          | サンフランシスコ                        | サンフランシスコ国際空港                     | [ 37 ] [ 38 ]                           |                                         |
| 南アメリカ                              |                                         |                                              |                                         |                                         |
| メキシコ                                | メキシコシティ                          | メキシコシティ国際空港                       | [ 39 ]                                  |                                         |
| オセアニア                              |                                         |                                              |                                         |                                         |
| オーストラリア                          | シドニー                                | シドニー国際空港                             |                                         |                                         |
| オーストラリア                          | メルボルン                              | メルボルン空港                               |                                         |                                         |
| オーストラリア                          | パース                                  | パース空港                                   |                                         |                                         |
| オーストラリア                          | ブリスベン                              | ブリスベン空港                               |                                         |                                         |
| オーストラリア                          | アデレード                              | アデレード空港                               | [ 40 ]                                  |                                         |
| オーストラリア                          | ケアンズ                                | ケアンズ国際空港                             | [ 41 ]                                  |                                         |
| ニュージーランド                        | オークランド                            | オークランド国際空港                         |                                         |                                         |
| ニュージーランド                        | クライストチャーチ                      | クライストチャーチ国際空港                   | [ 34 ]                                  |                                         |
| 北マリアナ諸島                          | サイパン                                | サイパン国際空港                             |                                         |                                         |
| アフリカ                                |                                         |                                              |                                         |                                         |
| ケニア                                  | ナイロビ                                | ジョモ・ケニヤッタ国際空港                   | [ 42 ]                                  |                                         |
| 休・廃止路線                            |                                         |                                              |                                         |                                         |
| 日本                                    | 札幌                                    | 新千歳空港                                   | 運休中 再開日未定                       |                                         |
| 日本                                    | 仙台                                    | 仙台空港                                     | 運休中 再開日未定                       |                                         |
| 日本                                    | 茨城                                    | 茨城空港                                     | 運休中 再開日未定                       |                                         |
| 日本                                    | 広島                                    | 広島空港                                     | 運休中 再開日未定                       |                                         |
| 日本                                    | 北九州                                  | 北九州空港                                   | 運休中 再開日未定                       |                                         |
| 日本                                    | 福岡                                    | 福岡空港                                     | 運休中 再開日未定                       |                                         |

## 事故・アクシデント
- 1990年広州白雲空港衝突事故
- 中国南方航空3943便墜落事故
- 中国南方航空3456便墜落事故